# ブリュッセル市電
ブリュッセル市電（フランス語: Tramway de Bruxelles、オランダ語: Brusselse tram）は、ベルギーの首都・ブリュッセルに存在する路面電車。地下鉄と同規格で建設された地下路線・プレメトロ（ブリュッセル・プレメトロ）を含めてブリュッセル市内外に大規模な路線網を有しており、2020年現在は地下鉄（ブリュッセル地下鉄）や路線バスと共にブリュッセル首都圏交通により運営されている。

## 歴史

### 第二次世界大戦前
ブリュッセル市内における最初の軌道交通は、1869年から営業運転を開始した馬車鉄道であった。開業当初は郊外方面への乗合馬車と共にイギリスのロンドンに本社を置くベルギー・ストリート・レールウェイズ・オムニバス（The Belgian Street Railways Omnibus Co. Limited）によって運営され、1874年以降は他の乗合馬車事業者の路線と共にブリュセル・トラム（Les Tramways Bruxellois）へと移管された。
従来の乗合馬車と比べて乗降が楽で輸送力が高い馬車鉄道は評価が高かったが、一方で多数の馬を必要とする点が収益の面で問題となり、更に一部区間では急勾配を乗り越えるため2頭の馬が必要となっていた。そのため、運営事業者は開業初期から馬に代わる動力を模索しており、ブリュッセル・トラムへの移管後の1870年代後半からはスチームトラムの導入が行われた。試運転前の見積もりでは走行費用が従来の馬から半分以上削減されると見込まれていたが、試運転では故障が相次ぎ、更に途中の勾配区間で十分な牽引力が出せず、本格的な導入は実施されなかった。1880年代には蓄電池を用いた車両の運行も行われたが短期間で終了し、最終的に馬車鉄道を置き換えたのは1894年から営業運転を開始した路面電車であった。
その後、ブリュッセル・トラムによる路面電車路線の運営権を1945年まで延長する認可を得た1899年以降、既存の馬車鉄道路線の電化に加えて新規路線の開通も積極的に行われるようになった他、同年には軌間1,000 mmの路線を運営していたブリュッセル・イクセル・ブーンデ軽便鉄道（Chemin de fer à voie étroite de Bruxelles à Ixelles – Boondae）が、1928年には同じくブリュッセル市内で路面電車を運営していた一般経済鉄道協会（Société générale des chemins de fer économiques）を吸収合併した。そのうち前者は合併以降ブリュッセル・トラムに合わせた軌間1,435 mmの改軌が実施された。車両についても大型化や主電動機の増設、付随車の連結による輸送力増強などが実施され、1910年代には線路の交換により車両重量増加や速度の向上に対応した。その結果、馬車鉄道時代の1885年時点の総延長は37 kmであったが、1905年には110 km、第一次世界大戦後の1925年には185 kmへと拡大した。
1930年代以降もボギー車の導入、変電所の増設や近代化、車庫の拡張、パンチカード方式の乗車券の導入など積極的な近代化が行われ、利便性の向上が続いた。そして延伸も継続して実施された結果、第二次世界大戦終戦時の1945年時点で総延長は241 kmに達した。

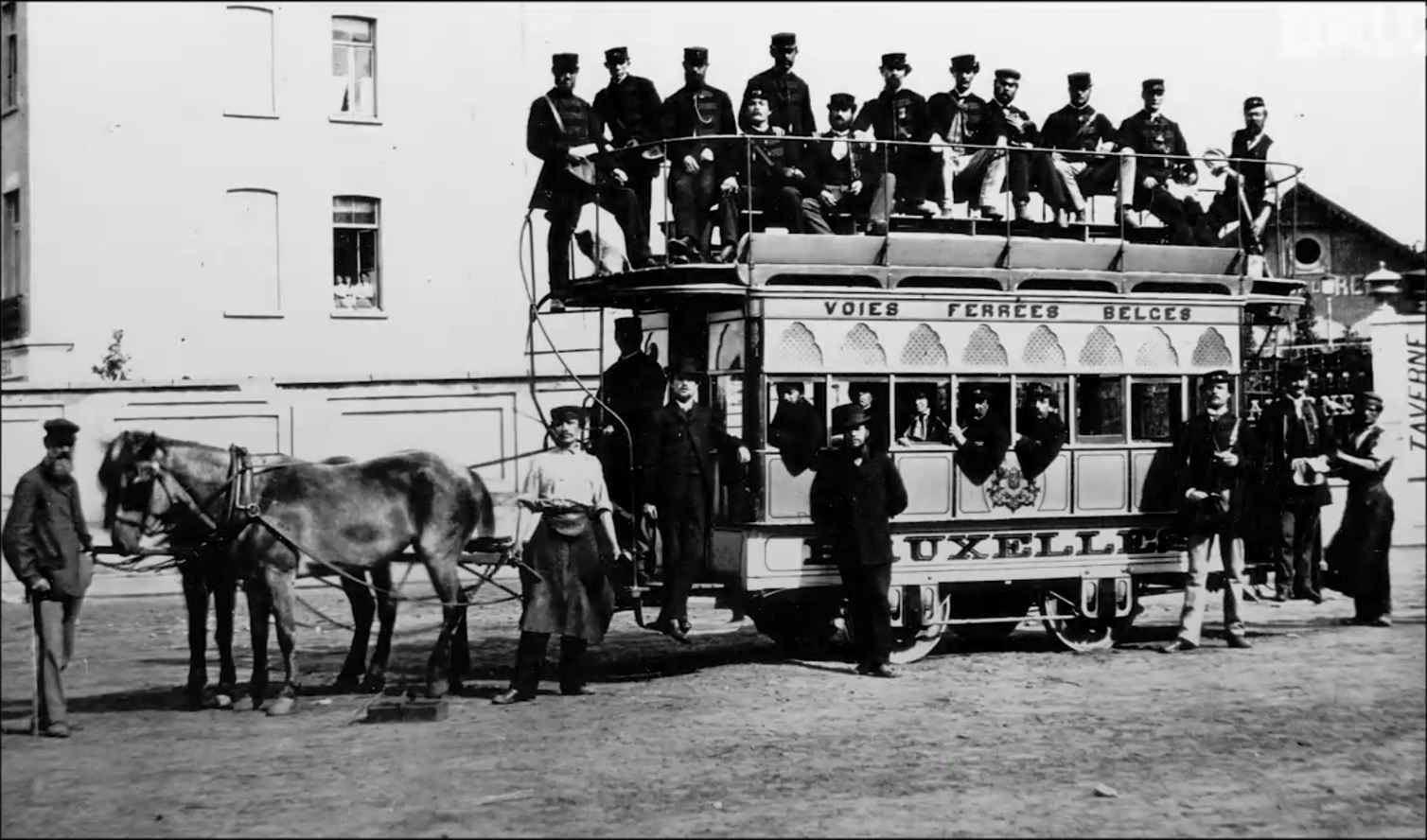
馬車鉄道時代に使用されていた2階建て客車（1874年撮影）
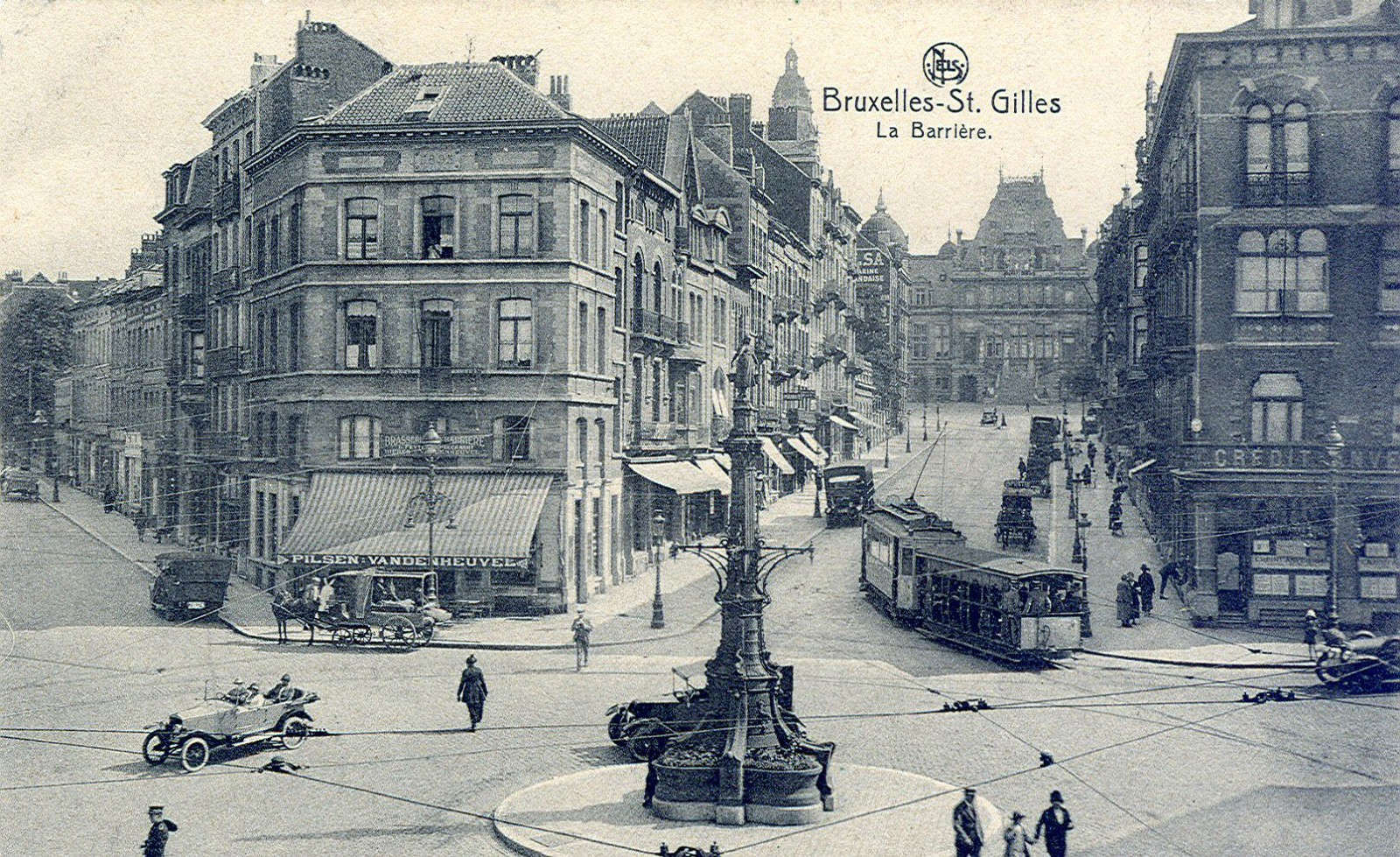
1910年代のブリュッセル市電
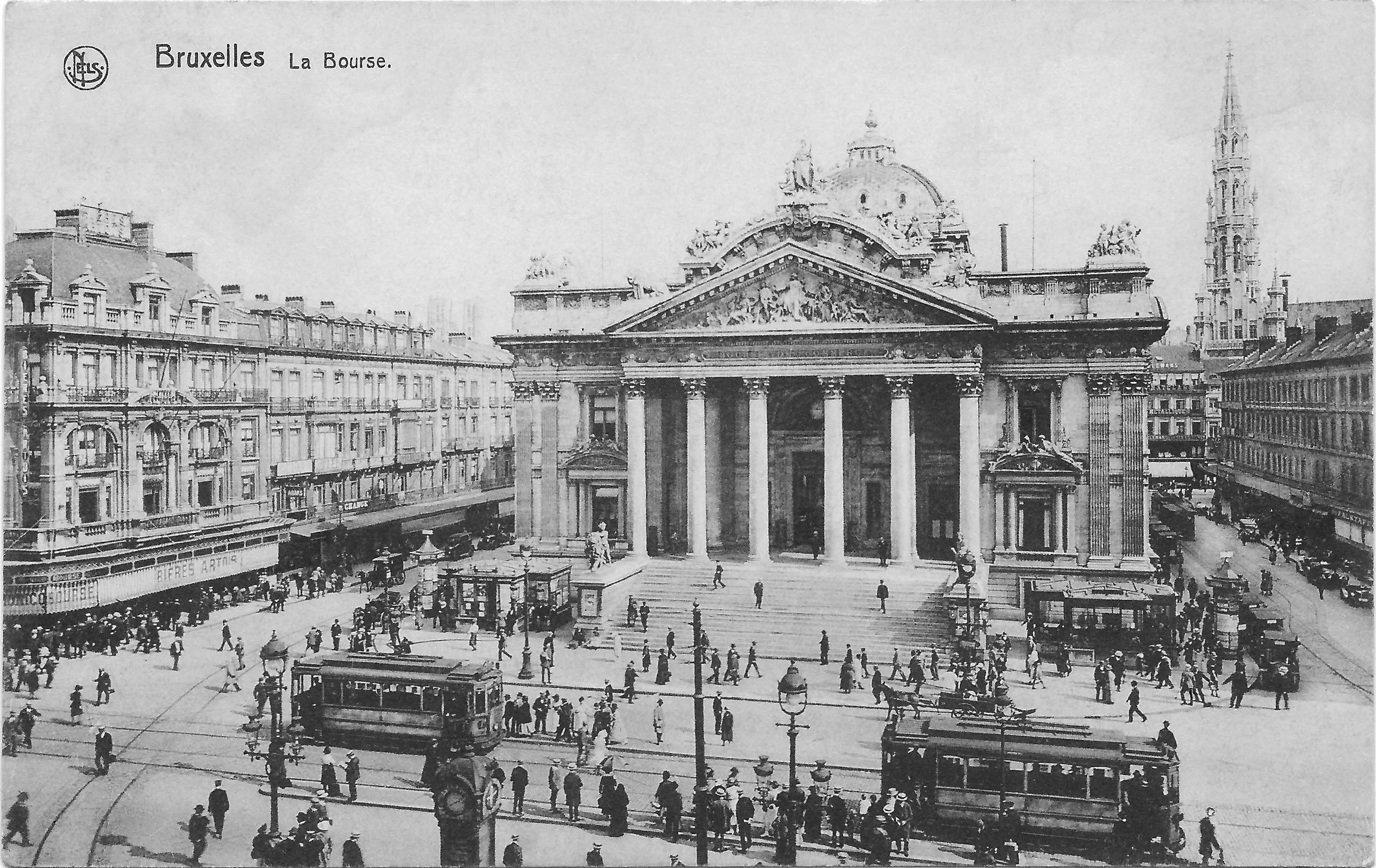
1920年代のブリュッセル市電
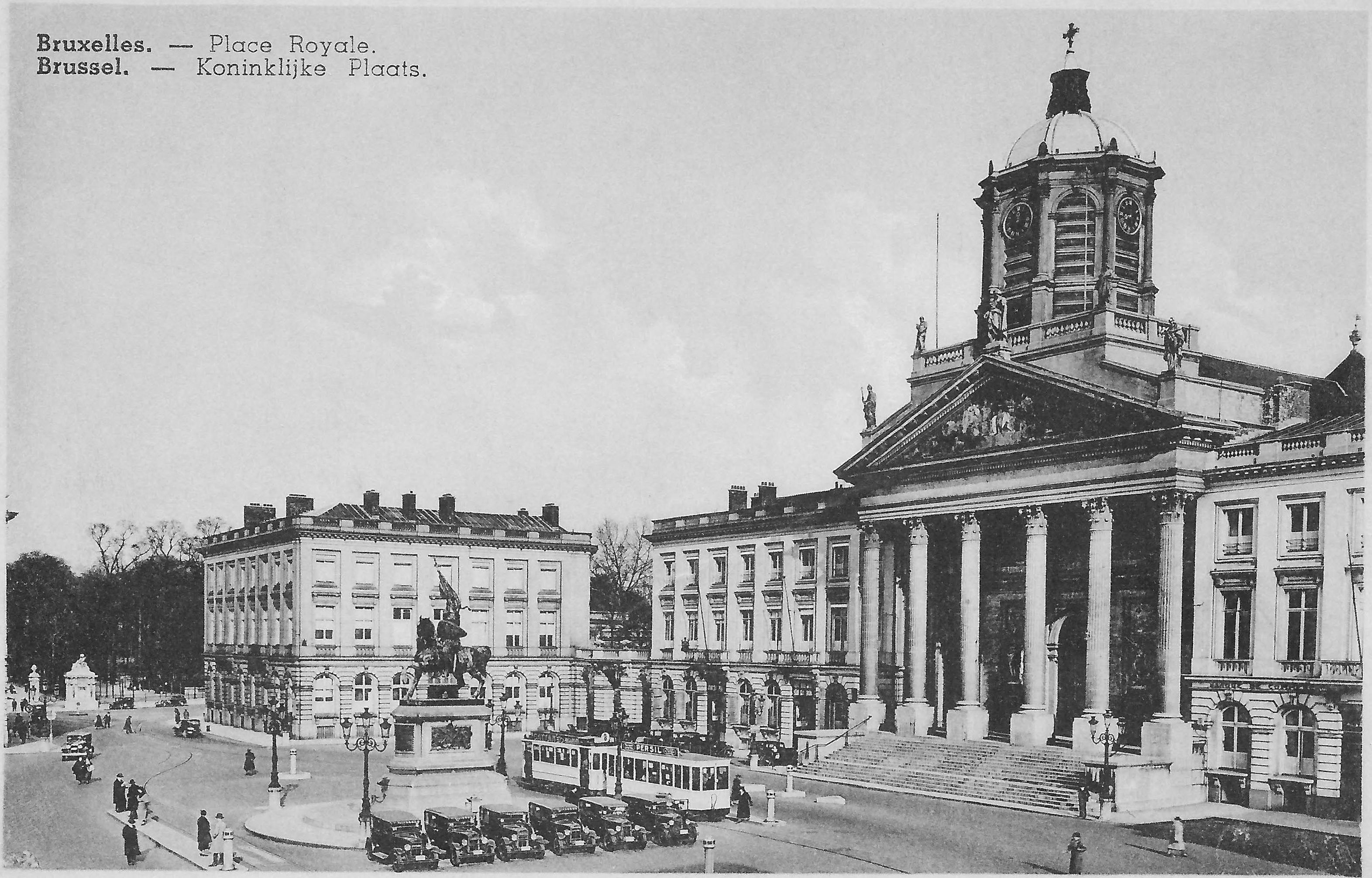
1930年代のブリュッセル市電
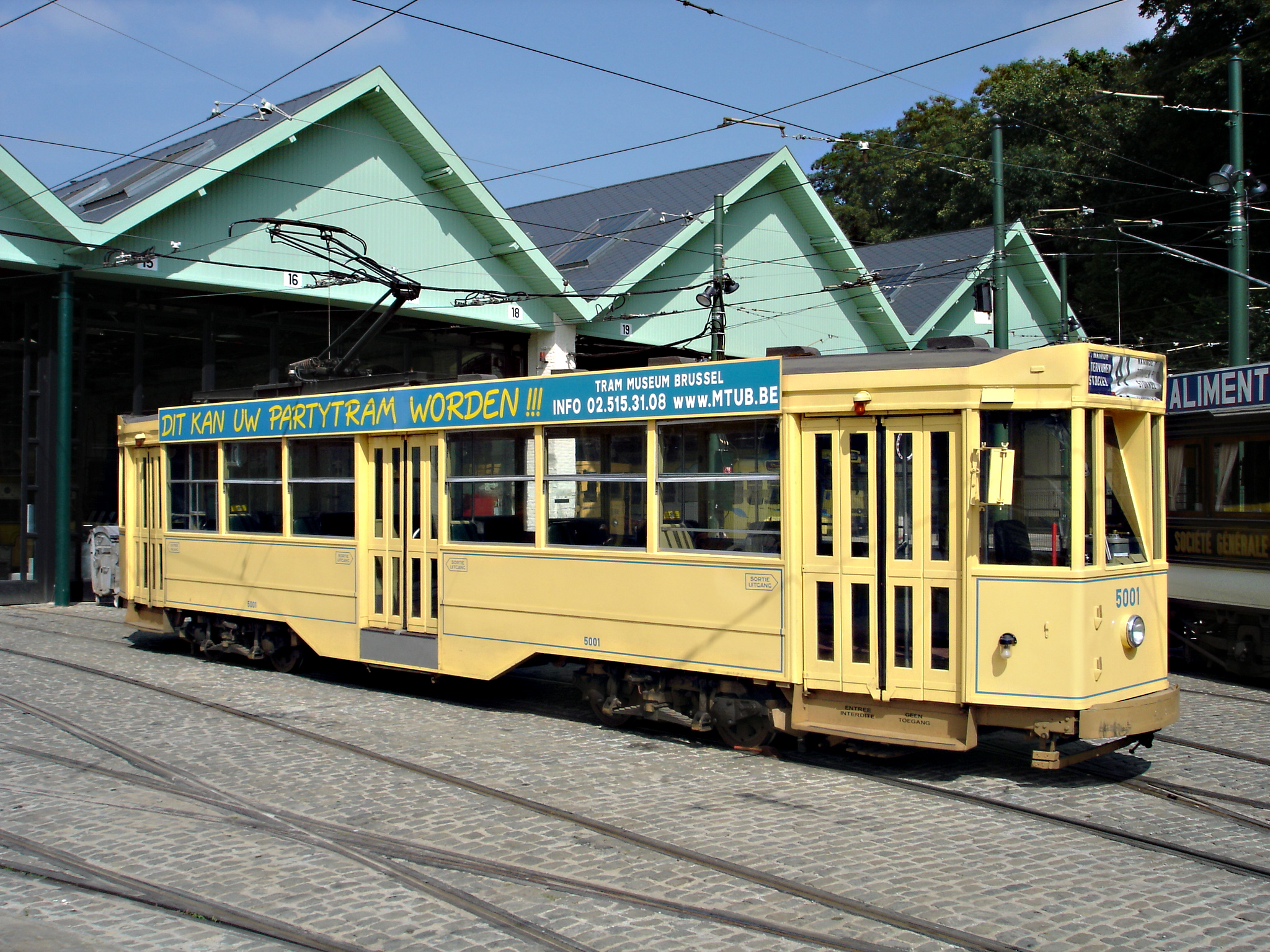
ブリュッセル市電初のボギー車・T5000形（2009年撮影）
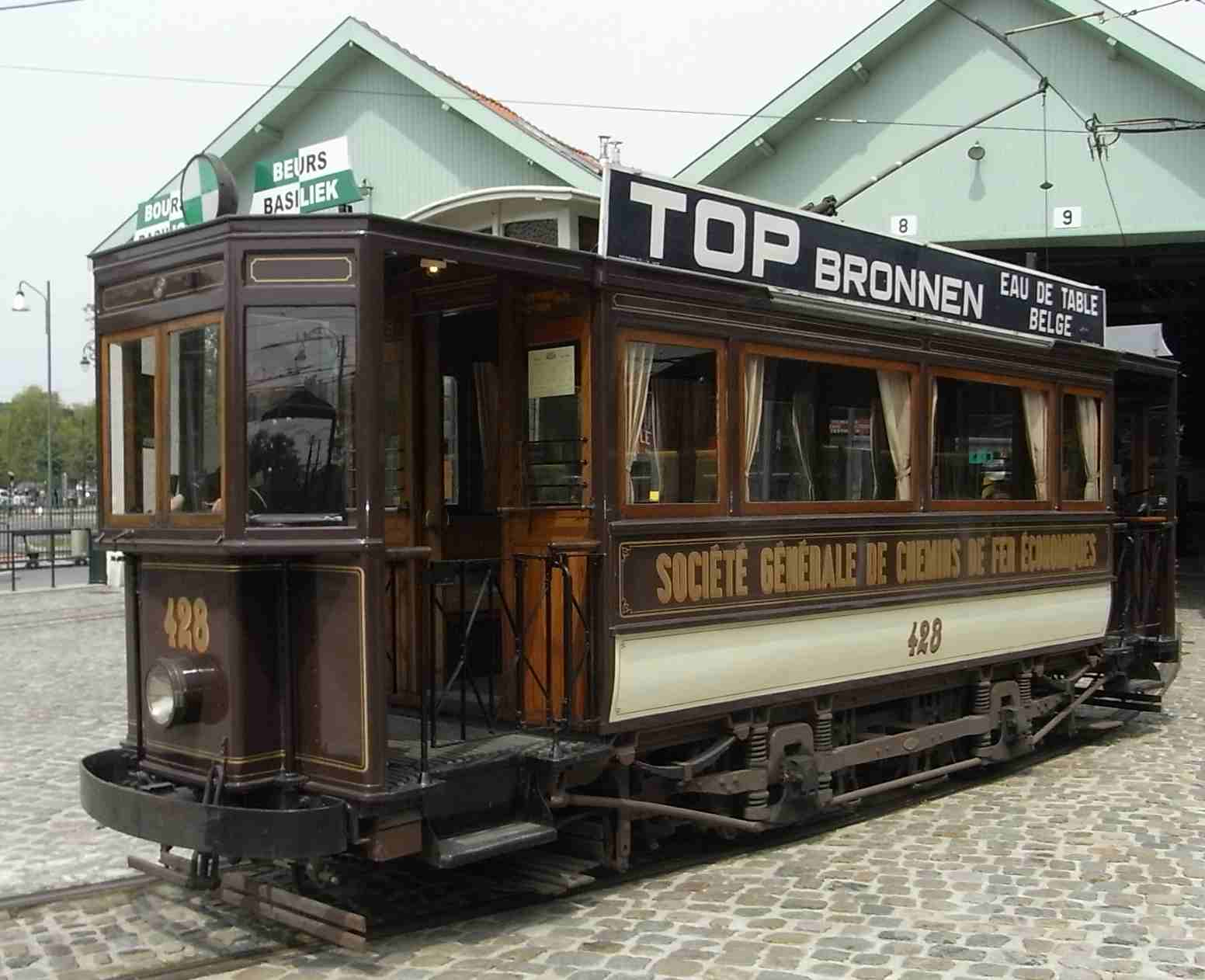
一般経済鉄道協会（フランス語版）の2軸車 車体の塗装から「チョコレート」と呼ばれていた（2012年撮影）

### 戦後の近代化、プレメトロ開通後
第二次世界大戦後の1945年に、ブリュッセル市電を含めた同市の公共交通機関を運営していたブリュセル・トラムの契約期間が満了を迎えた事により、翌1946年に立ち上げられた暫定的な運営委員会を経て、1953年からはブリュッセル首都圏地域やブリュッセル市、ブラバント州等の自治体が出資したブリュッセル首都圏交通（STIB）へと移管した。
これらの運営組織は戦前から引き続き路面電車網の近代化を進め、既存の車両の内装や機器の更新、電停や線路の交換などが実施された。その中でもエポックメイキングとなったのは1951年から営業運転を開始したPCCカーと呼ばれる電車であった。これは戦前にアメリカ合衆国で開発された高性能かつ騒音や振動が抑制された路面電車車両で、最初の形式となったT7000形はブリュッセル万博に向けた増備分も含めて170両以上が量産された。更に1960年代以降は連接車の量産も開始された事で戦前から使用されていた車両の置き換えが進み、多くの2軸車は1960年に車体更新が行われたものの1980年代までに営業運転を終了した。
その一方で、1950年代以降急速なモータリーゼーションの影響により道路の混雑が問題となり始め、路面電車を含む公共交通機関は定時性を確保する事が困難になってきた。それを受けて1956年以降ブリュッセル市電では一部区間の専用軌道化や地下化を実施したが、1960年代以降も道路の混雑は深刻さを増すばかりであった。更に同年代は路線バスへ置き換えられる形で市電の一部区間の廃止が始まっていた。これらの事態を解消するため、ブリュッセル首都圏交通は地下鉄と同規格のトンネルを建設し路面電車の主要区間を移すプレメトロの導入を決定し、1969年から営業運転を開始した（ブリュッセル・プレメトロ）。
その後もブリュッセル首都圏交通はプレメトロの延伸や新型車両の導入などの近代化を継続して実施したが、これらの多額の投資に加えオイルショックの影響や利用客の減少により経営状態が悪化し、1978年には完全な公的機関へと移行した。路面電車についても1976年から営業運転を開始したブリュッセル地下鉄への置き換えに加え、ブリュッセル首都圏交通自体の財政難が影響し、1983年にはブリュッセル市電自体を全廃する案が発表される事態にまで至った。各方面からの抗議により計画は実現されなかったものの路線網の縮小は継続して行われ、同年時点で150 kmだった総延長は1980年代末には134 kmに縮小した。

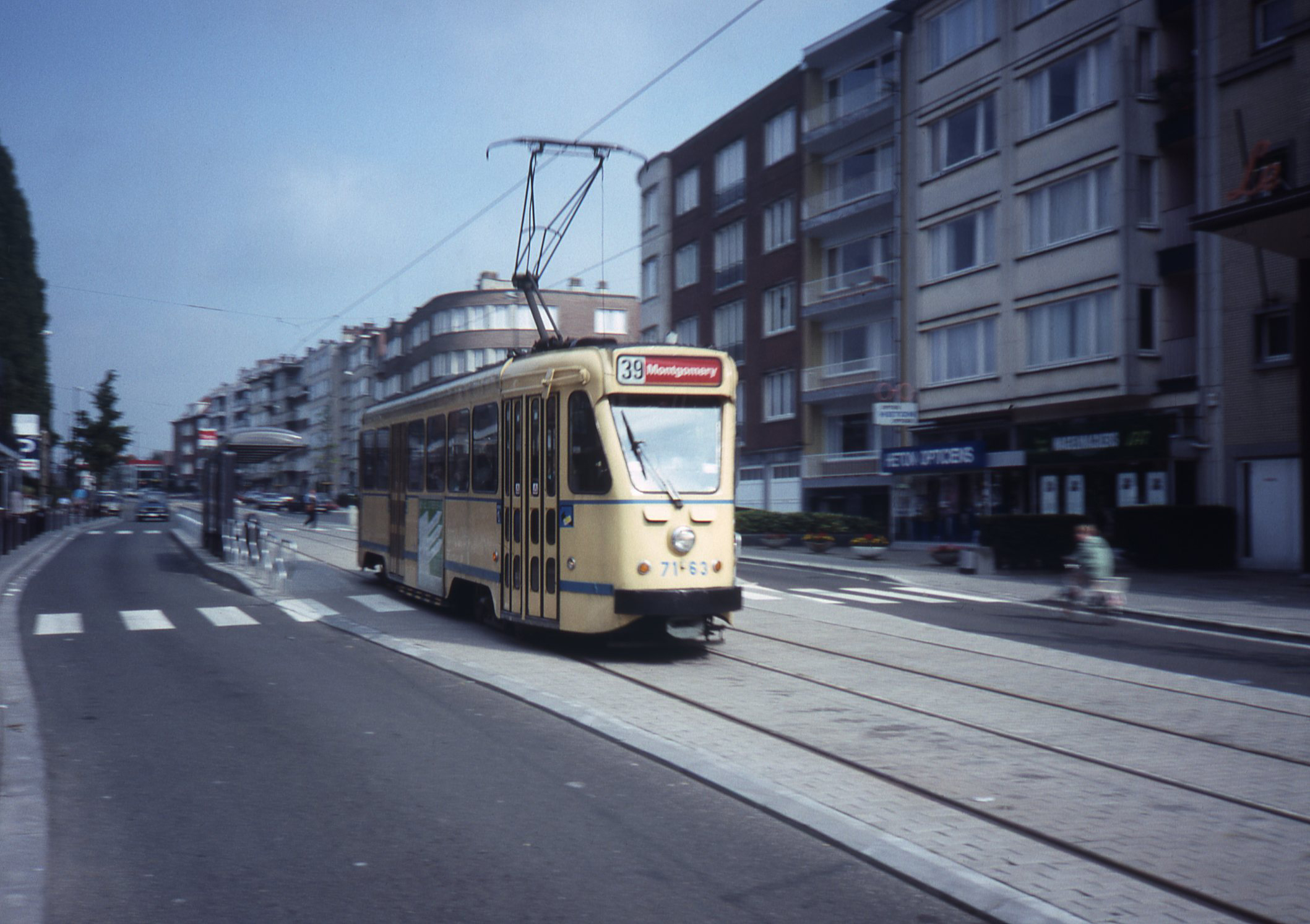
ブリュッセル市電初のPCCカー・T7000形（1988年撮影）
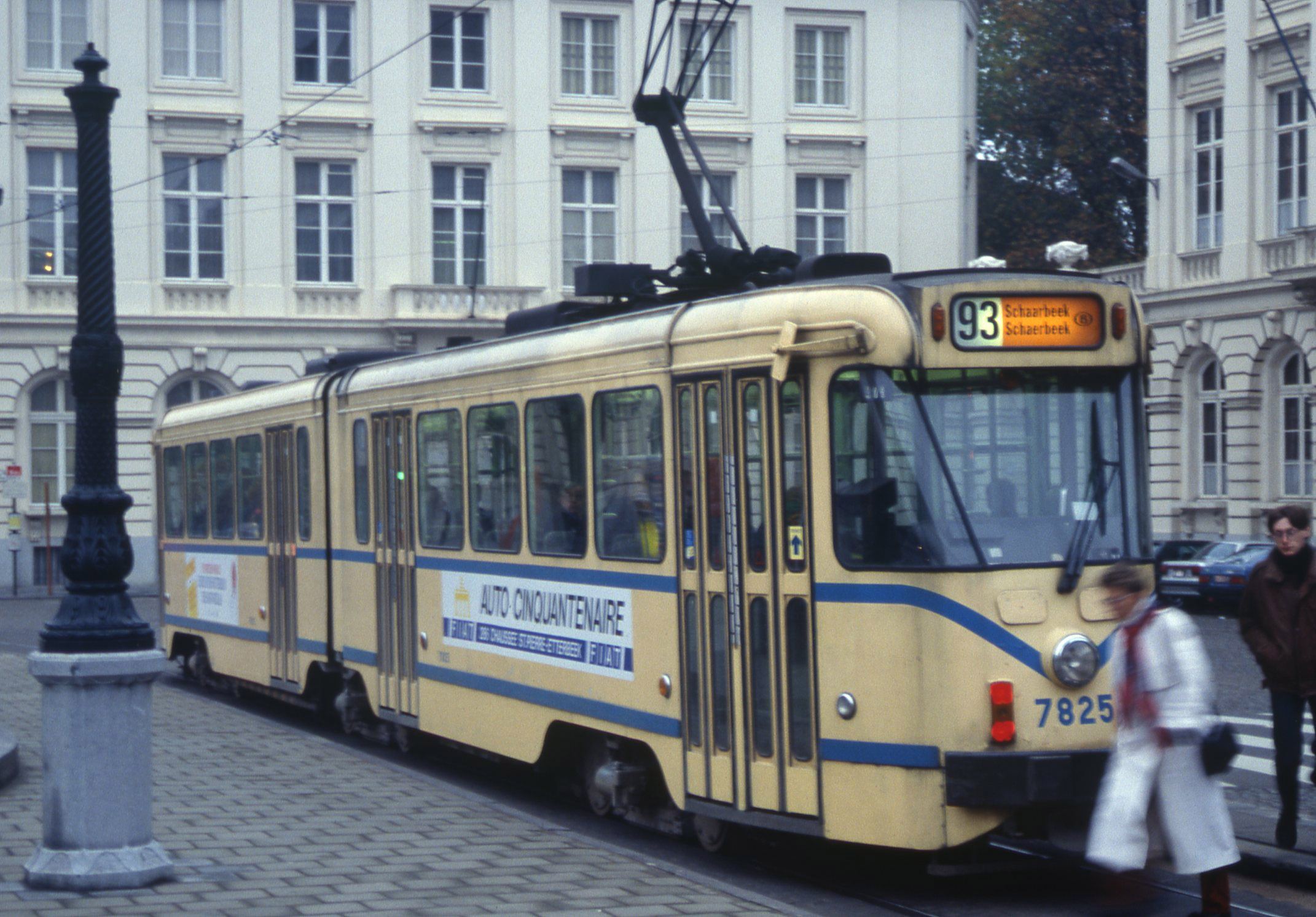
2車体連接車のT7700形（1990年撮影）
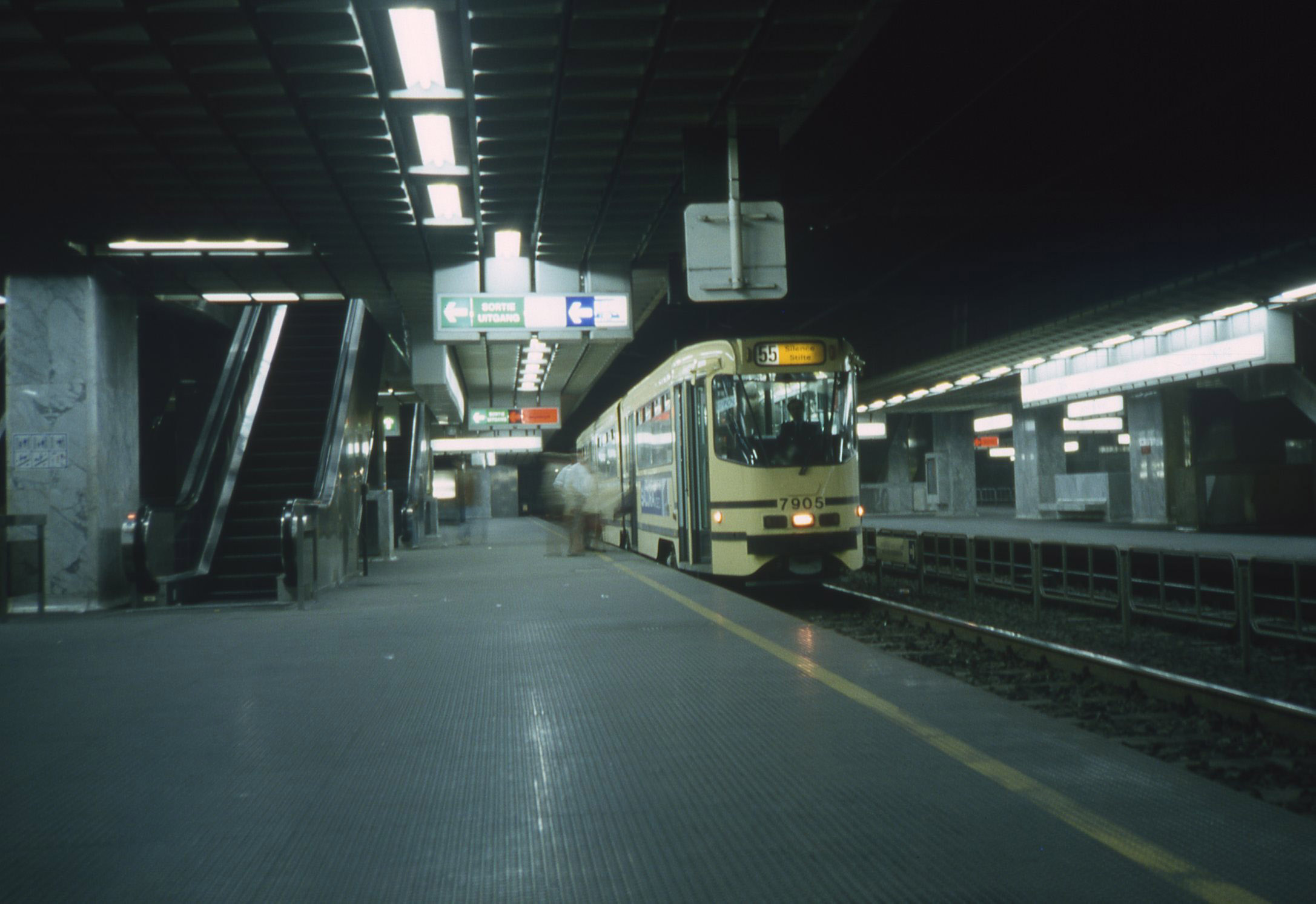
プレメトロの地下駅に停車するT7900形（1990年撮影）
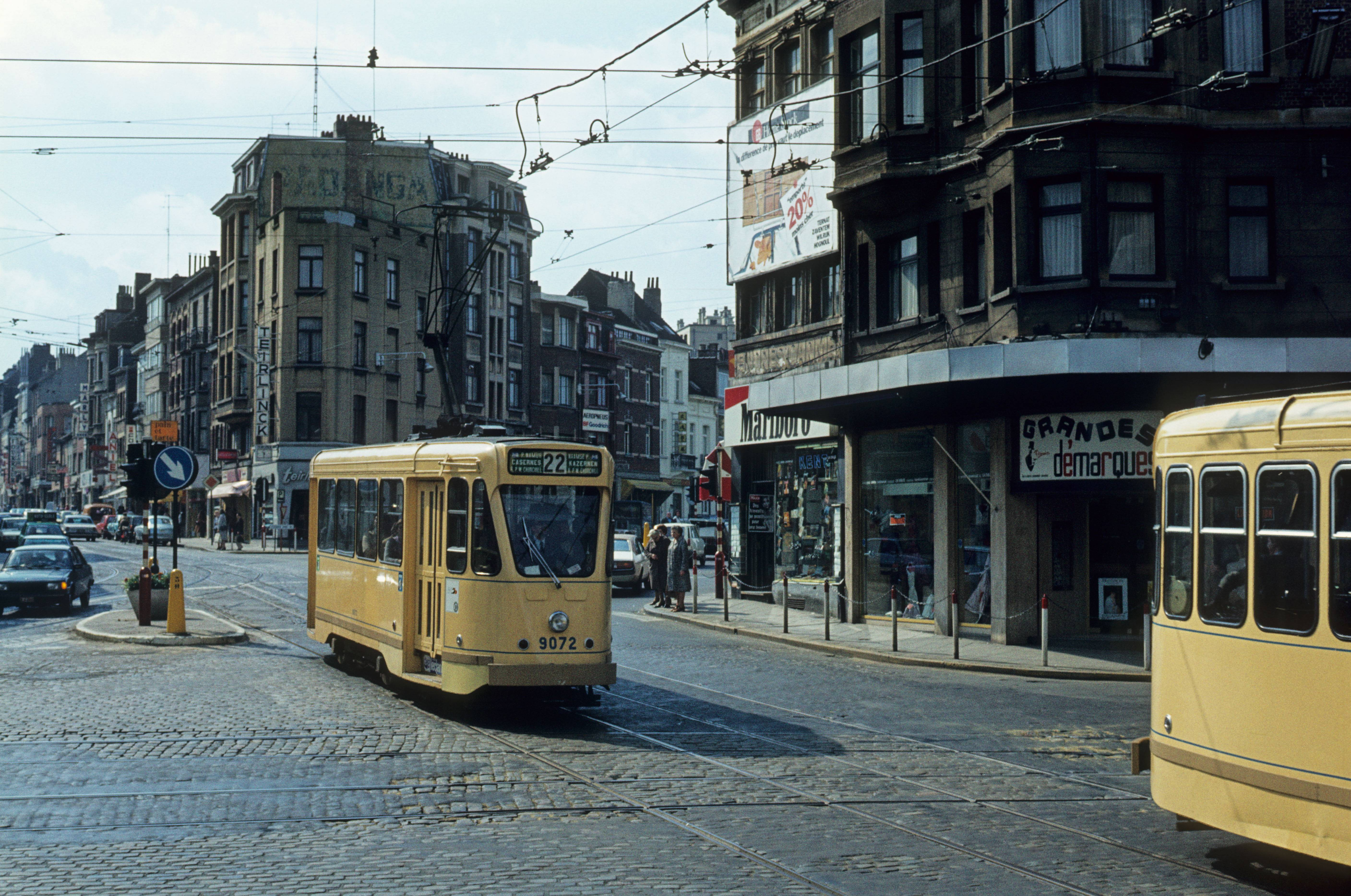
車体更新が行われた2軸車のT9000形（左、1980年撮影）
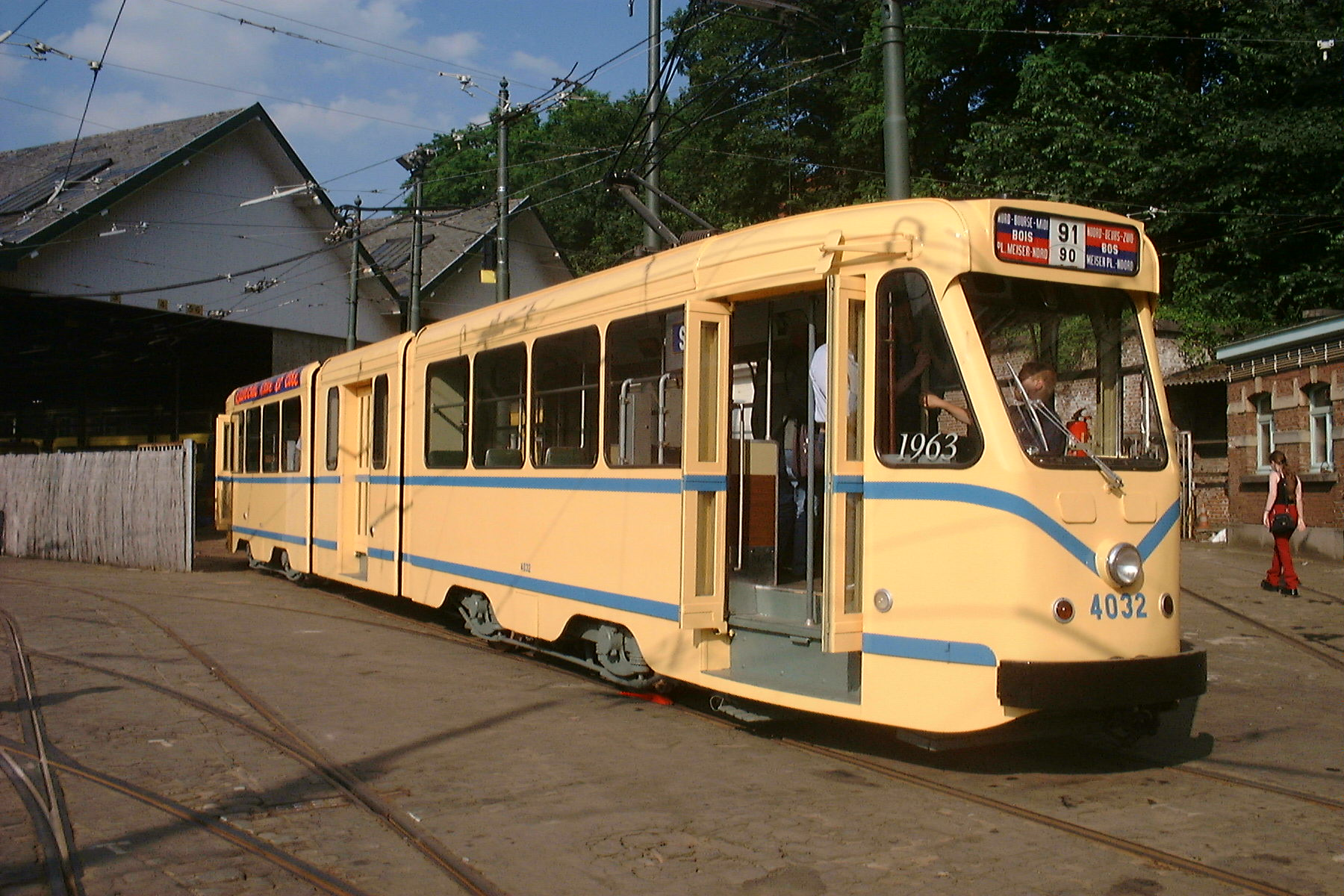
2軸車の改造により導入された3車体連接車のT4000形（2002年撮影）
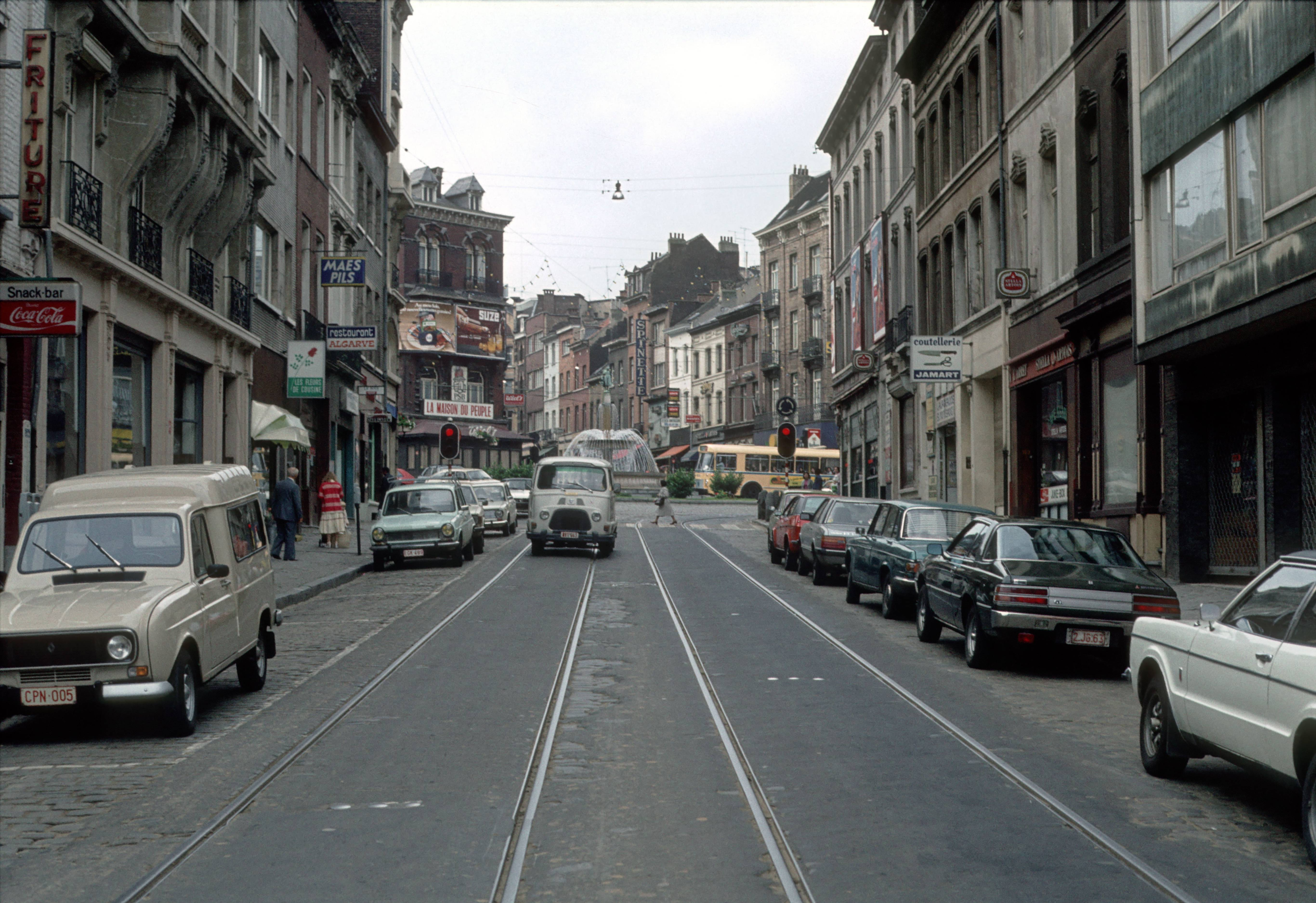
架線が撤去された廃線跡（1980年撮影）

### ブリュッセル市電の再生
市電を含め、老朽化や利便性の減少が長年の問題となっていたブリュッセルの公共交通機関の近代化が始まるきっかけになったのは、1991年にブリュッセル首都圏政府とブリュッセル首都圏交通の間に双方の権利や義務を明記した契約が交わされた事であった。更に同年代には環境問題への意識の高まりから公共交通機関の見直しが進むようになっていた。その中で、長年投資が抑制され老朽化が進んでいたブリュッセル市電も本格的な近代化が行われるようになり、市電開通100周年を迎えた1994年からはバリアフリーに適した超低床電車のT2000形の運行が始まった。それに先立つ1991年には一部区間の延伸が行われた他、1993年にはプレメトロの延伸も実施された。
2000年代以降も新型超低床電車（T3000形・T4000形）の導入や系統の再編、運行ダイヤの高頻度化・パターンダイヤ化により利便性の向上に努めている。路線の延伸も継続して行われており、2018年には長年計画が行われていた新たな主要系統である9号線が本格的な営業運転を開始している。これらの積極的な施策は環境対策の面からも高い評価を受け、ブリュッセル首都圏交通や首都圏政府と共に環境に関する多数の賞を受賞している。
2020年現在、ブリュッセル市電は総延長147 km・17系統の路線網を有しており、環境に優しく利便性の高い公共交通機関として地下鉄や路線バスと共に利用客数を伸ばし続けている。

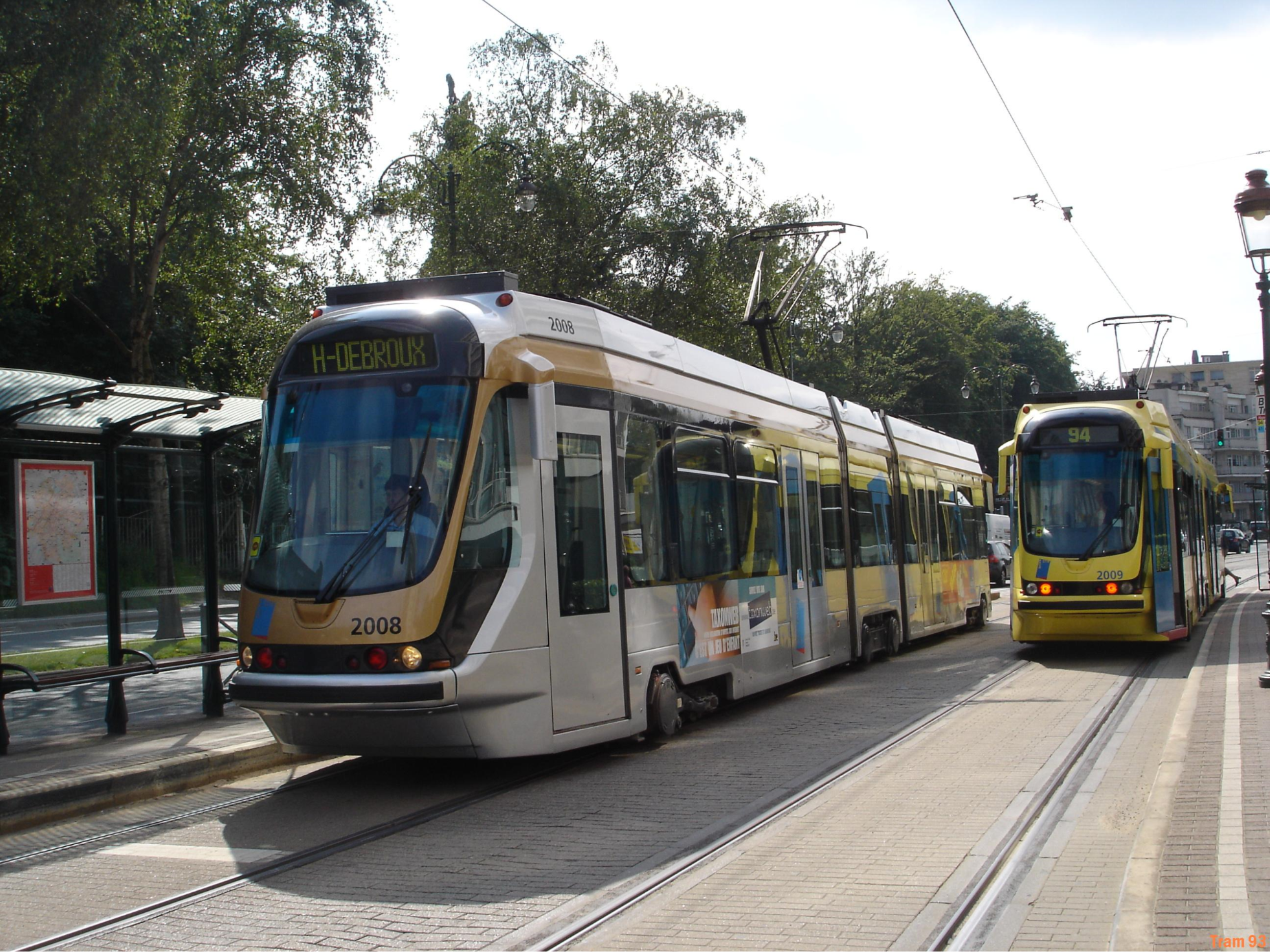
初の超低床電車であるT2000形（2007年撮影）
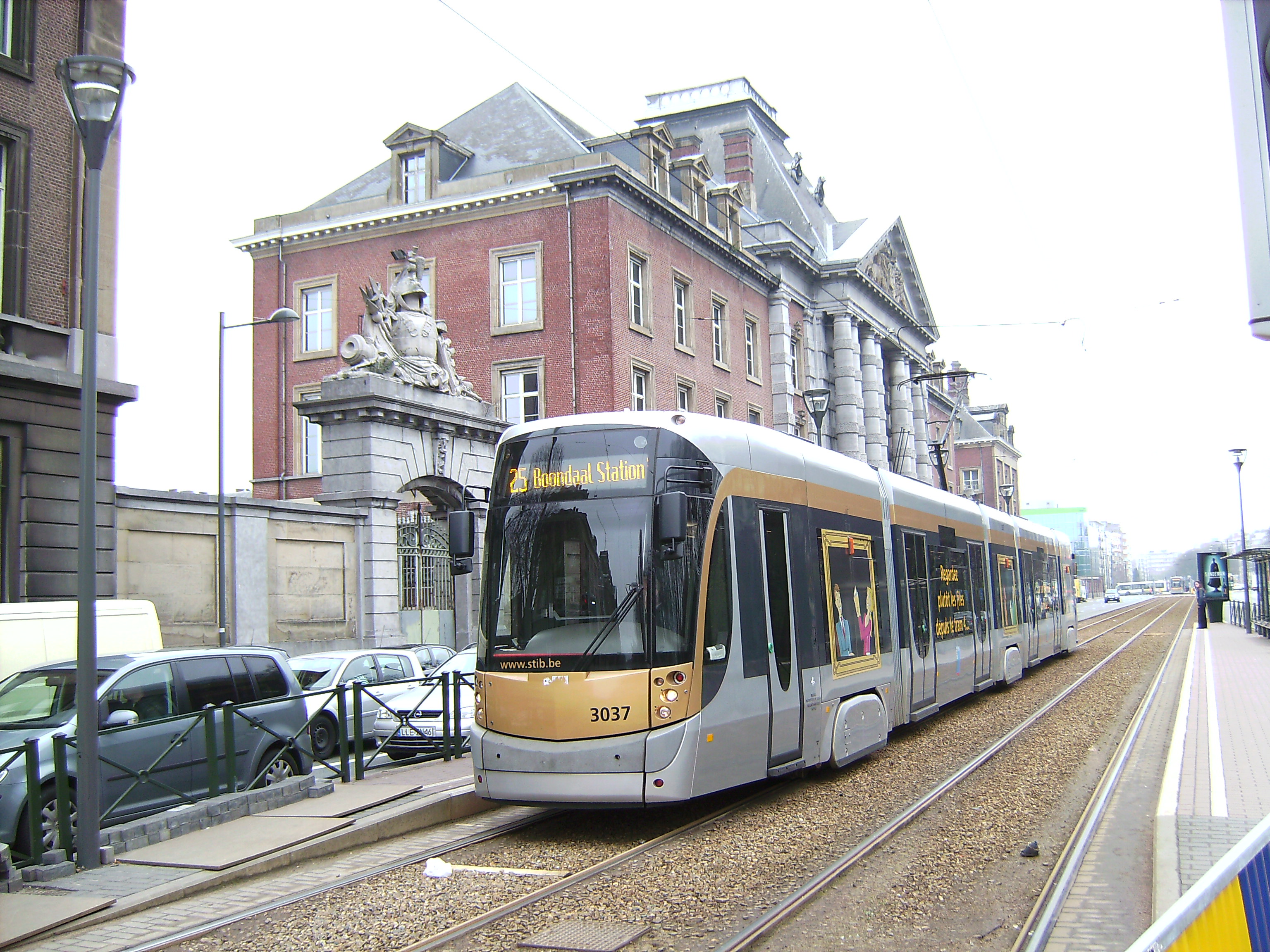
超低床電車のT3000形・T4000形の導入により旧型車両の置き換えが進んでいる（2008年撮影）
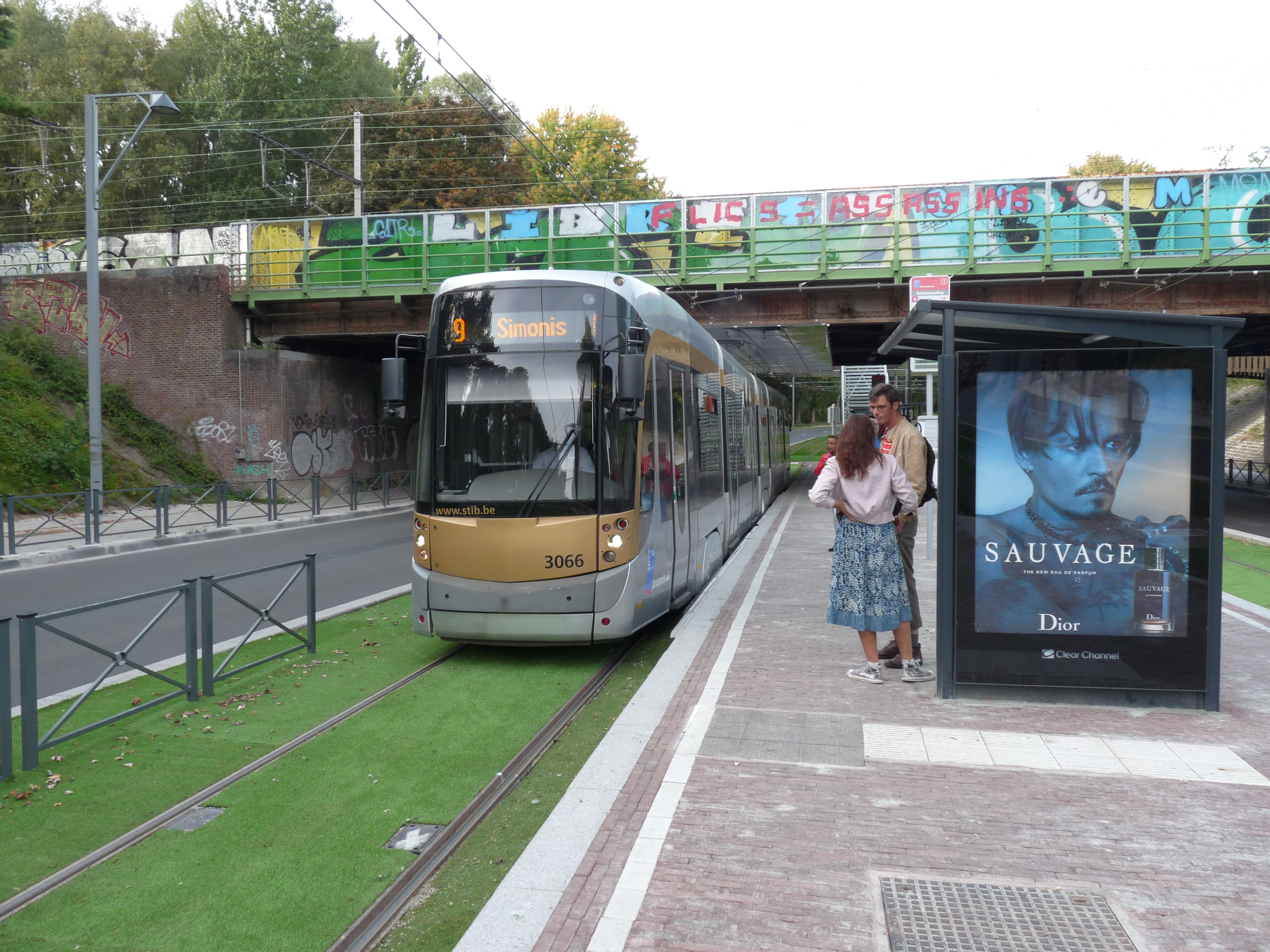
2018年から本格的な運行を開始した9号線（2018年撮影）

### 路線図

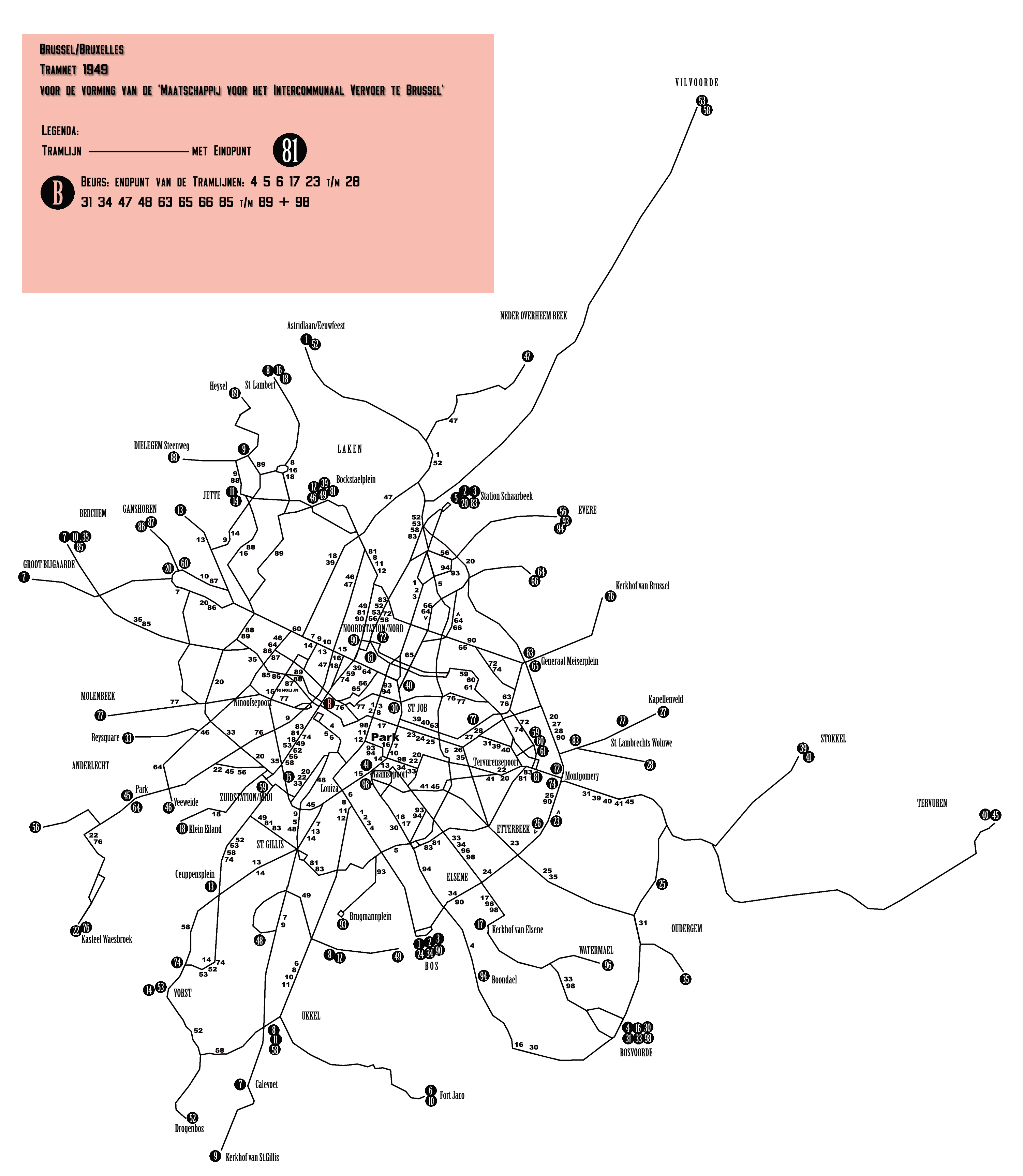
1949年
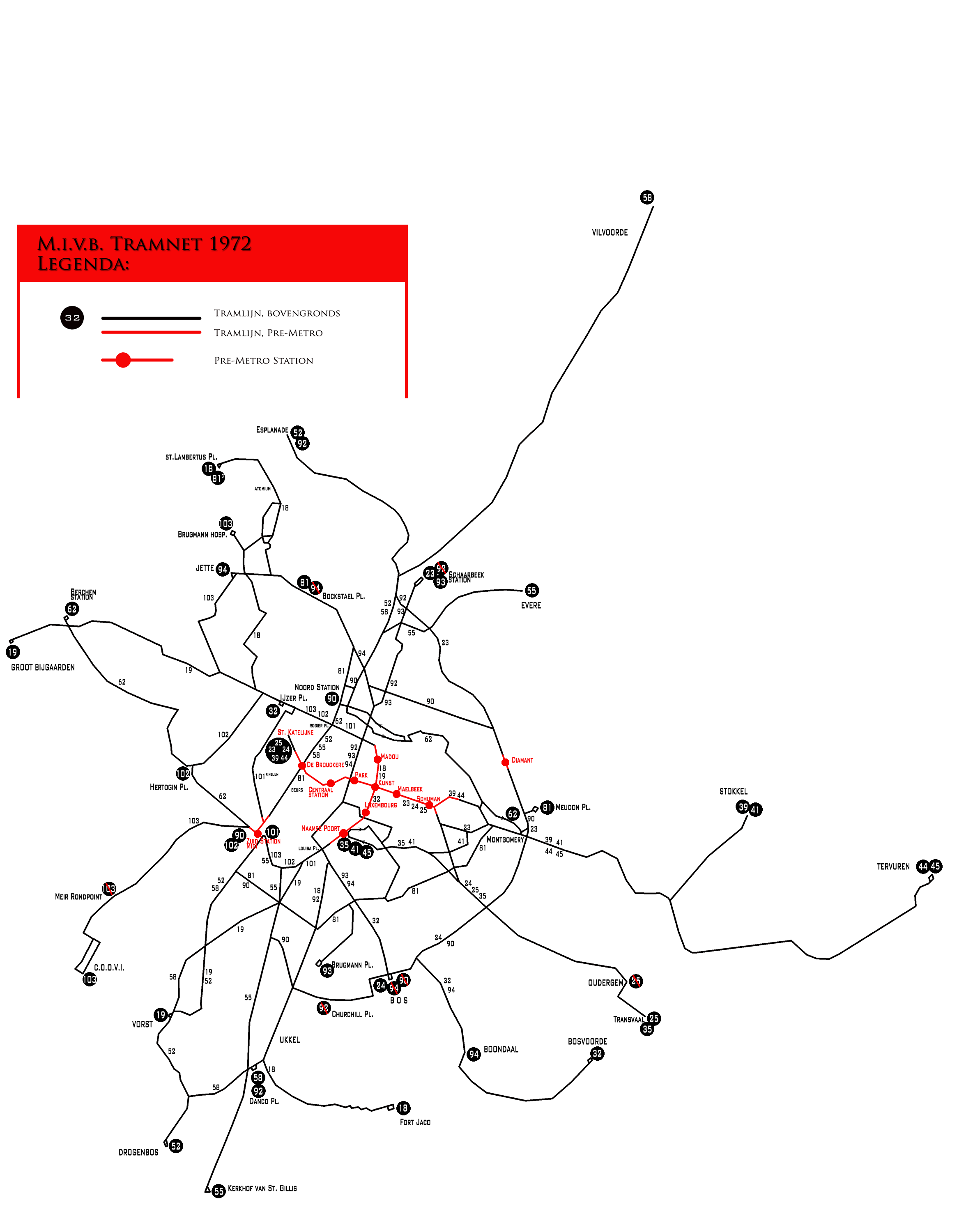
1972年
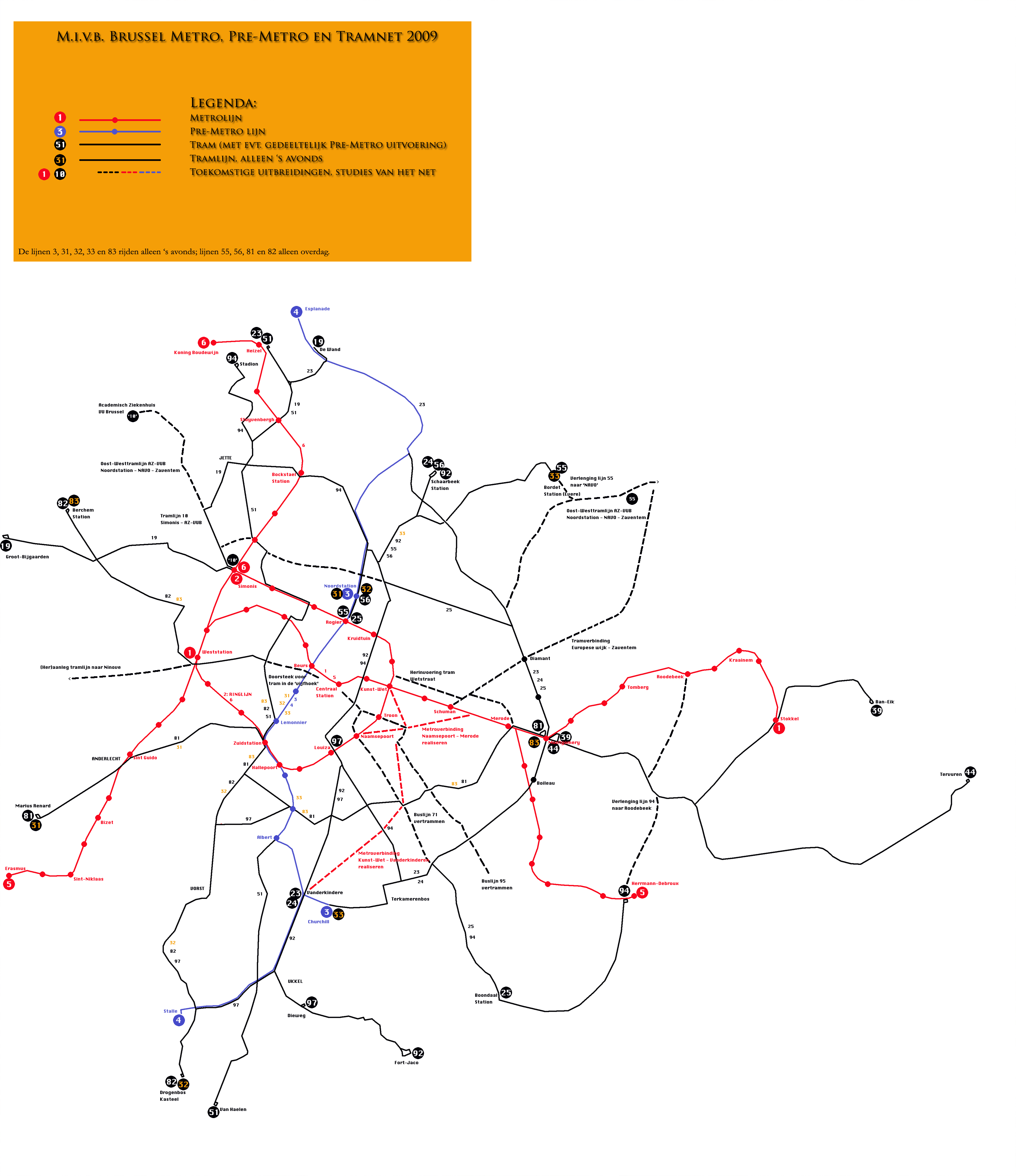
2009年

## 運行

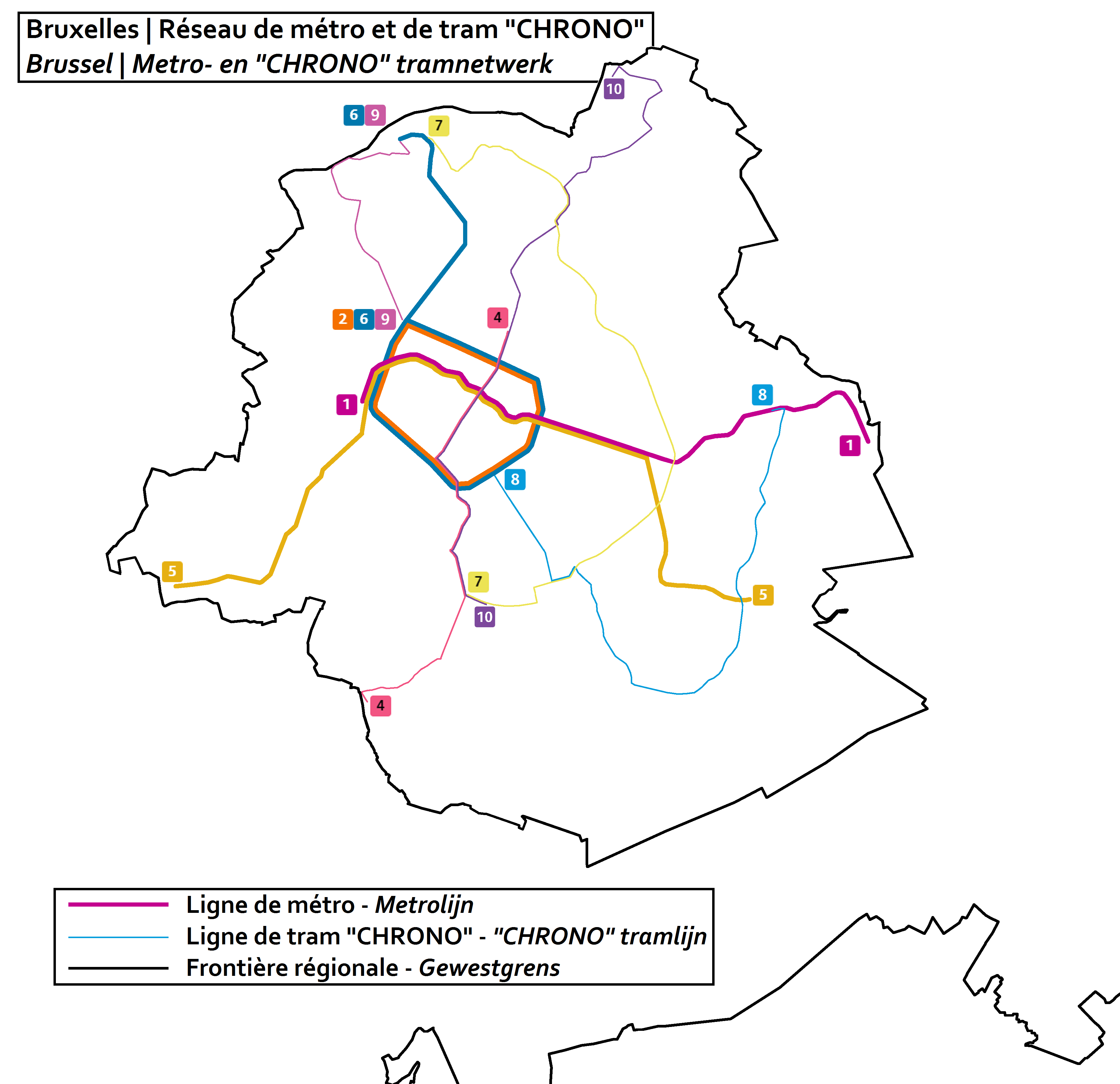
"クロノ（CHRONO）"の路線図
1・2・5・6号線はブリュッセル地下鉄の路線である

### 系統
2020年現在、ブリュッセル市電には以下の18系統が存在し、ブリュッセル市内全域に加えて一部はブリュッセル首都圏地域外にも路線網を有する。そのうち市内中心部を南北に結ぶ系統および北東部の環状系統はプレメトロを経由する。また、斜体で番号が記されている系統は地下鉄（ブリュッセル地下鉄）と同等のサービスを提供する基幹路線"クロノ（CHRONO）"に位置付けられており、専用軌道や優先信号機の整備などにより定時制や高頻度運転が実現している。
これらの系統は路線バスと同様、途中の電停には乗客からのリクエストが無い場合通過する事となっており、降車時には事前に座席付近にある青いボタンを押して運転士に知らせる必要がある。
| 系統番号 | 起点                                    | 終点                                  | 備考 |
| -------- | --------------------------------------- | ------------------------------------- | --- |
| 3        | Esplanade                               | Churchill                             | Gare du Nord / Noordstation - Albert間はプレメトロを経由                                                                  |
| 4        | Gare du Nord / Noordstation             | Stalle                                | Gare du Nord / Noordstation - Albert間はプレメトロを経由                                                                  |
| 7        | Heysel                                  | Vanderkindere                         | Meiser - Boileau間はプレメトロを経由                                                                                      |
| 8        | Louise                                  | Roodebeek                             | [ 27 ] |
| 9        | Simonis                                 | RoiBaudouin                           | 2021年12月11日にArbre Ballon - RoiBaudouin間を延伸                                                                        |
| 19       | De Wand                                 | Groot-Bijgaarden                      | [ 30 ] |
| 25       | Rogier                                  | Boondael Gare / Boondaal Station      | Rogier - Gare du Nord / Noordstation、Diamant - Boileau間はプレメトロを経由                                               |
| 32       | Da Vinci                                | Drogenbos Château / Drogenbos Kasteel | 午後8時以降運行 Gare du Nord / Noordstation - Gare Du Midi間はプレメトロを経由                                            |
| 39       | Montgomery                              | Ban-Eik                               | [ 33 ] |
| 44       | Montgomery                              | Tervuren Station                      | [ 34 ] |
| 51       | Stade / Stadion                         | Van Haelen                            | Lemonnier - Albert間はプレメトロを経由                                                                                    |
| 55       | Da Vinci                                | Rogier                                | Gare du Nord / Noordstation - Rogier間はプレメトロを経由                                                                  |
| 62       | Cimetière de Jette / Kerkhof van Jette  | Eurocontrol                           | [ 37 ] |
| 81       | Montgomery                              | Marius Renard                         | [ 38 ] |
| 82       | Berchem Station                         | Drogenbos Château / Drogenbos Kasteel | Lemonnier - Gare du Midi / Zuidstation間はプレメトロを経由 20時以降はBerchem Station - Gare du Midi / Zuidstation間で運行 |
| 92       | Schaerbeek Station / Schaarbeek Station | Fort-Jaco                             | [ 40 ] |
| 93       | Stade / Stadion                         | Legrand                               | [ 41 ] |
| 97       | Louise                                  | Dieweg                                | [ 42 ] |

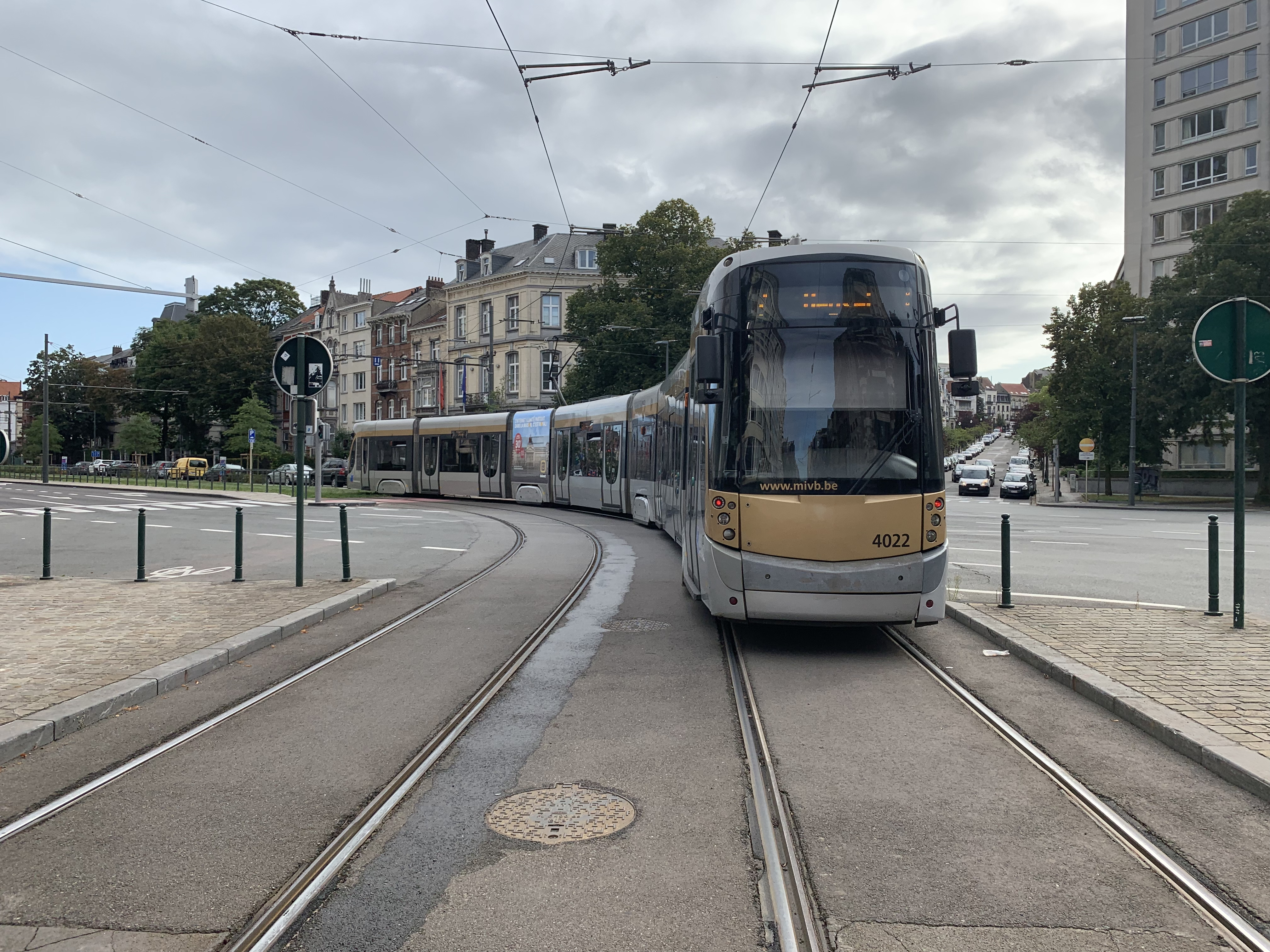
定時制が確保されている"クロノ（CHRONO）"の系統・7号線（2019年撮影）
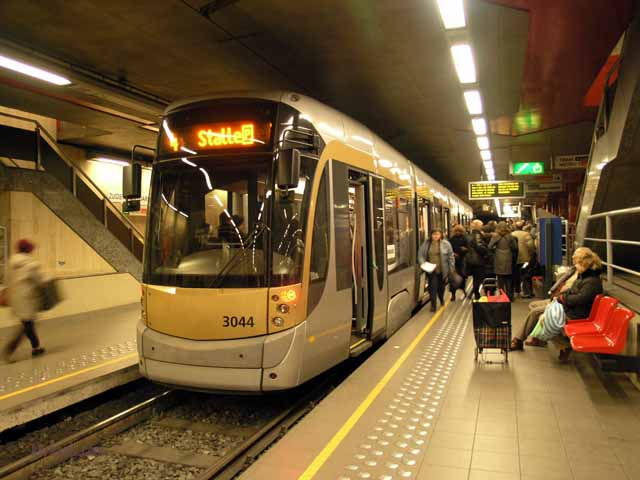
プレメトロのGare du Midi / Zuidstation駅（2008年撮影）
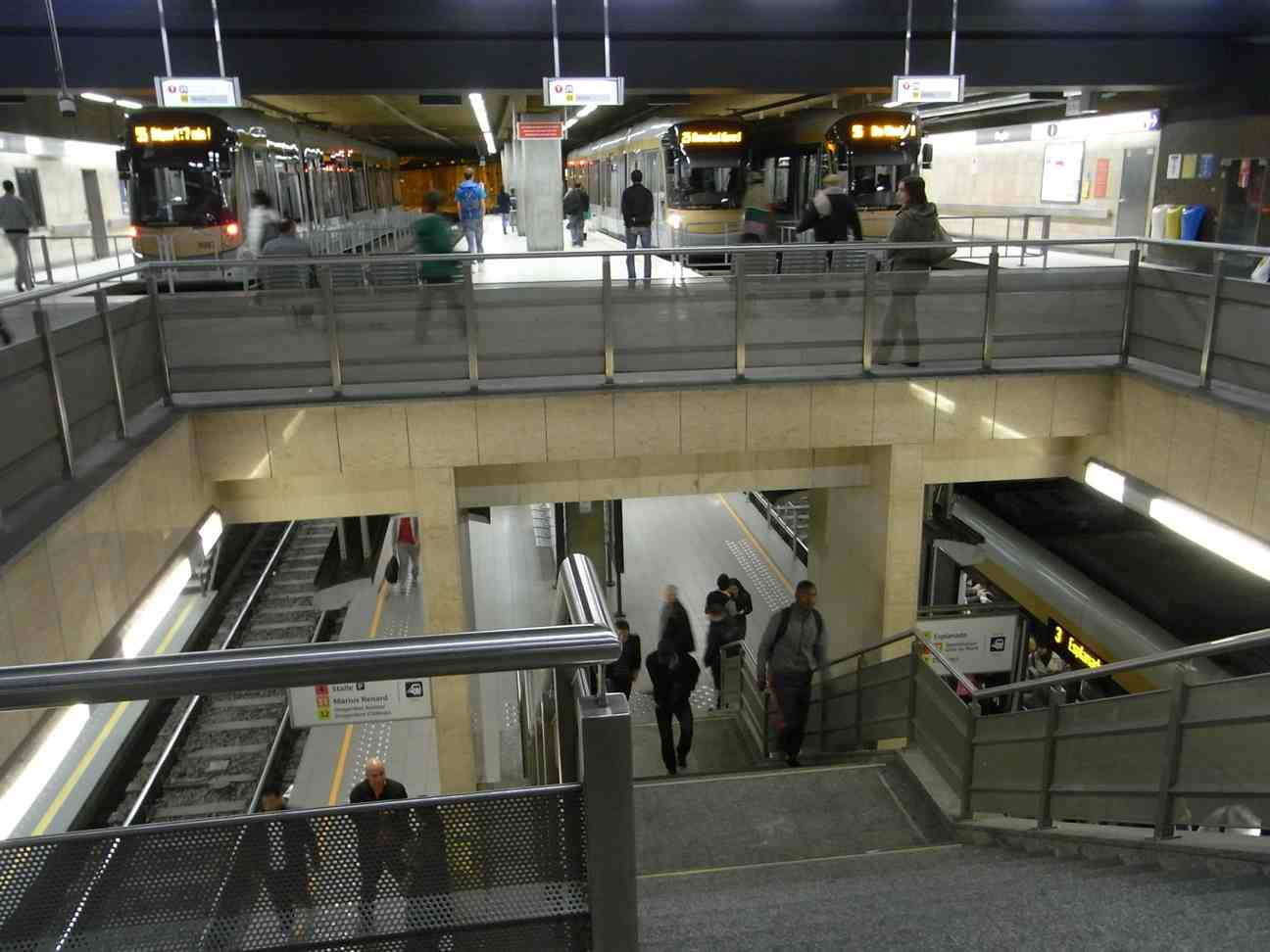
プレメトロのRogier駅は上下2層に路面電車のホームが存在する（2012年撮影）
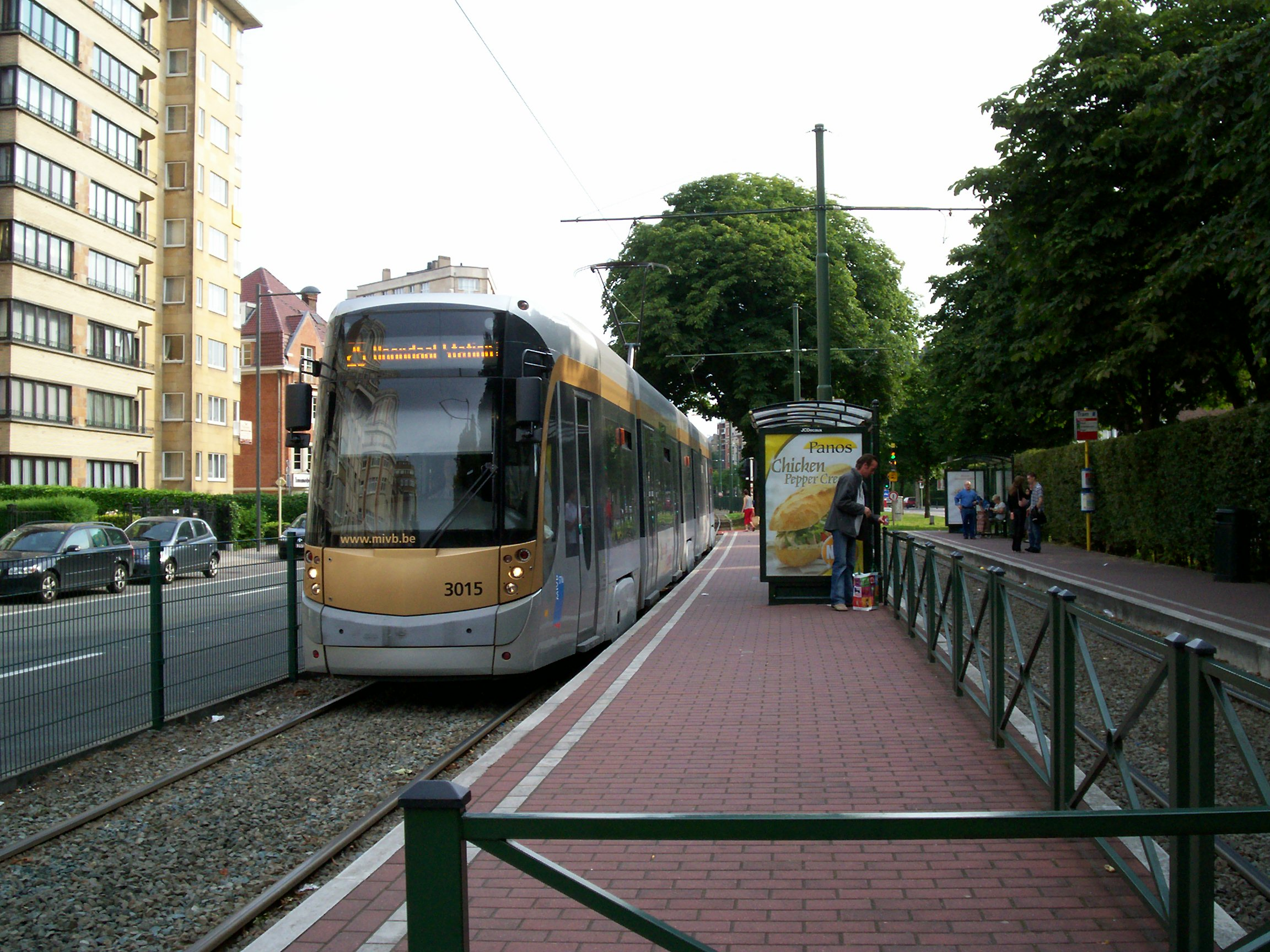
25号線のPétillon電停（2008年撮影）
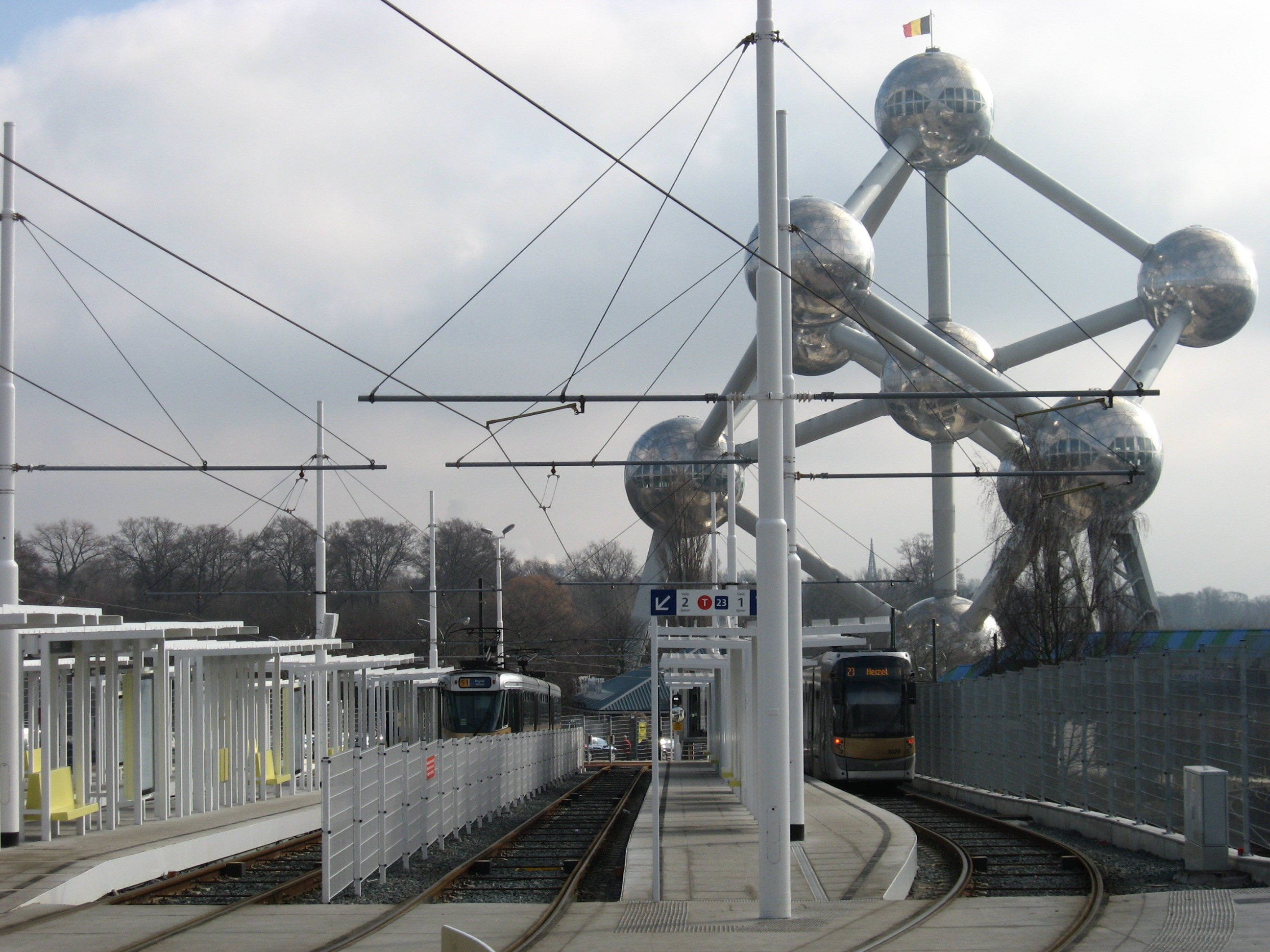
アトミウムを臨むHeizel電停（2010年撮影）
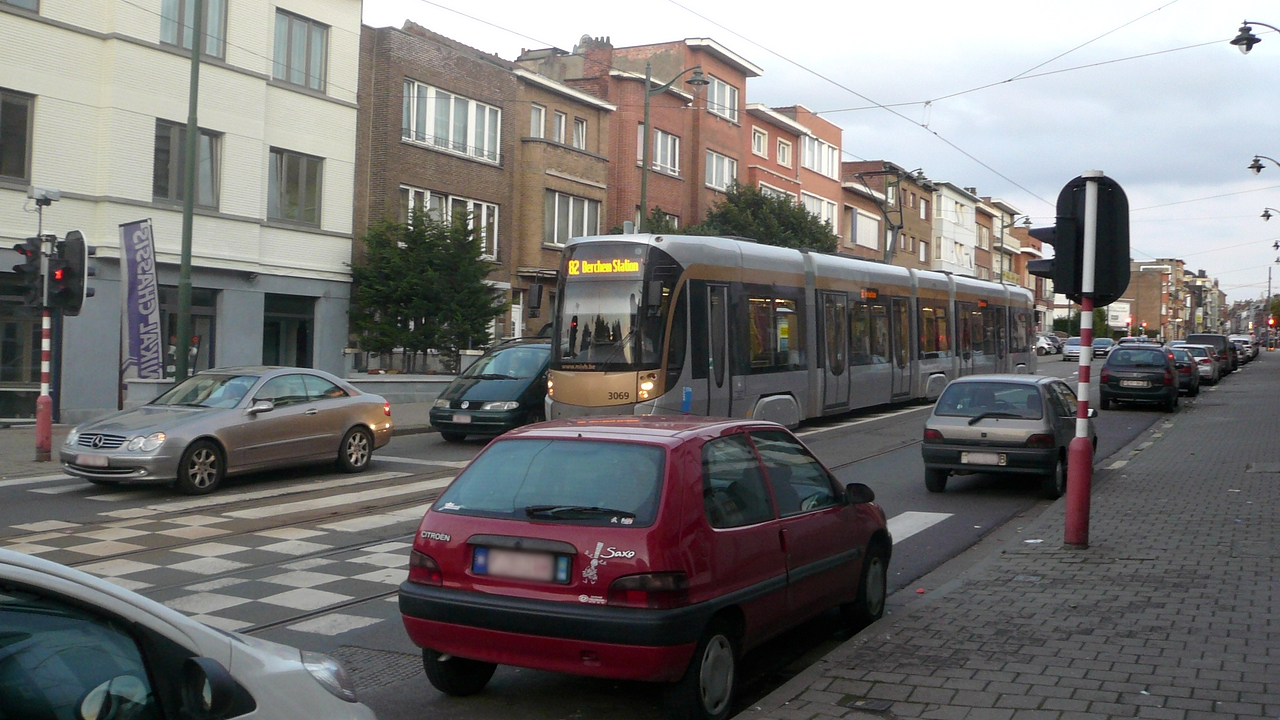
82号線の併用軌道（2011年撮影）
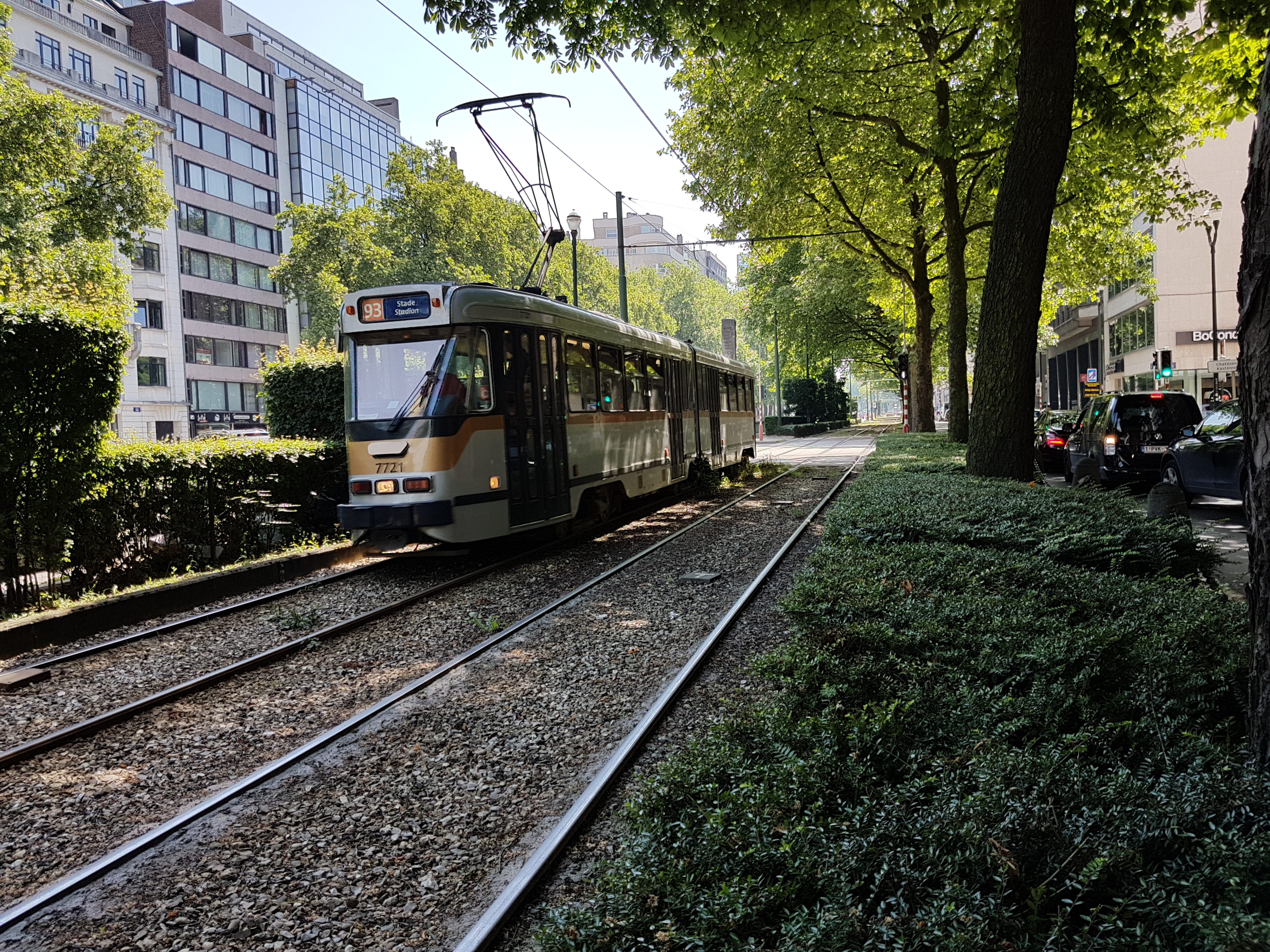
93号線の専用軌道（2017年撮影）

### 運賃など
ブリュッセル市電を始めとしたブリュッセル首都圏交通が運営する公共交通（ブリュッセル地下鉄、路線バス等）は統一した運賃が採用されており、1枚の乗車券で全ての交通機関が利用可能である。紙の乗車券に加えて非接触式ICカードのMOBIBも展開しており、紙券と比べて運賃が安く設定されている。このMOBIBには無記名式（MOBIB Basic）と記名式の2種類が存在し、双方とも購入時はデポジット代として5ユーロが必要となる。運賃支払いに関しては乗車時に乗客自身が精算、刻印を行う信用乗車方式が採用されており、カードの運賃未払いなどの無賃乗車が発覚した場合は高額の罰金が科せられる。2020年時点での主要な運賃は以下の通りである。
| 紙券                                             | 紙券      | 紙券      | 紙券      | 紙券      |
| 購入方法                                         | 片道券    | 1日券     | Go2City   | Go2City   |
| ------------------------------------------------ | --------- | --------- | --------- | --------- |
| 事前購入時                                       | 2.6ユーロ | 7.5ユーロ | 7.5ユーロ | 7.5ユーロ |
| 運転士から購入時                                 | 3.0ユーロ | -         | 8.0ユーロ | 8.0ユーロ |
| Go2City - ブリュッセル空港方面のバスでも使用可能 |           |           |           |           |

| MOBIB                                                                                     | MOBIB     | MOBIB     | MOBIB     | MOBIB      | MOBIB     | MOBIB      |
| 片道                                                                                      | 往復      | 1日分     | 5回分     | 10回分     | Go2City   | Go2City    |
| 片道                                                                                      | 往復      | 1日分     | 5回分     | 10回分     | 1回券     | 10回券     |
| ----------------------------------------------------------------------------------------- | --------- | --------- | --------- | ---------- | --------- | ---------- |
| 2.1ユーロ                                                                                 | 4.2ユーロ | 7.5ユーロ | 8.0ユーロ | 10.0ユーロ | 7.5ユーロ | 46.0ユーロ |
| 備考・参考                                                                                |           |           |           |            |           |            |
| Go2City - ブリュッセル空港方面のバスでも使用可能 乗車時に運賃の支払いが必要(信用乗車方式) |           |           |           |            |           |            |

## 車両
2020年時点でブリュッセル市電に在籍する営業用車両は全て両運転台式の連接式電車である。1990年代からは超低床電車の導入が継続して行われ、従来の主力車両であったPCCカーの置き換えが進行している。

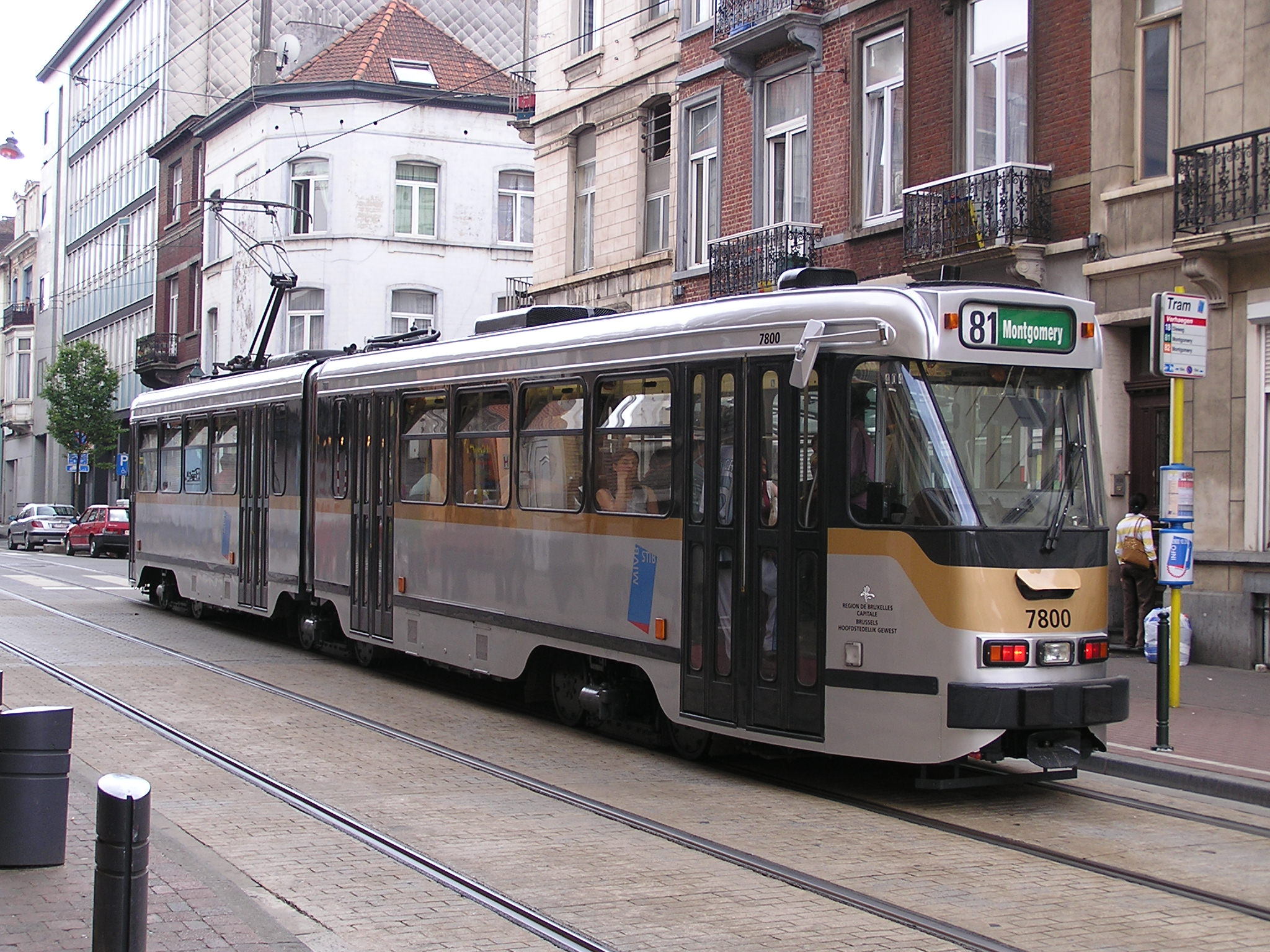
T7700形・T7800形 2車体連接式のPCCカー
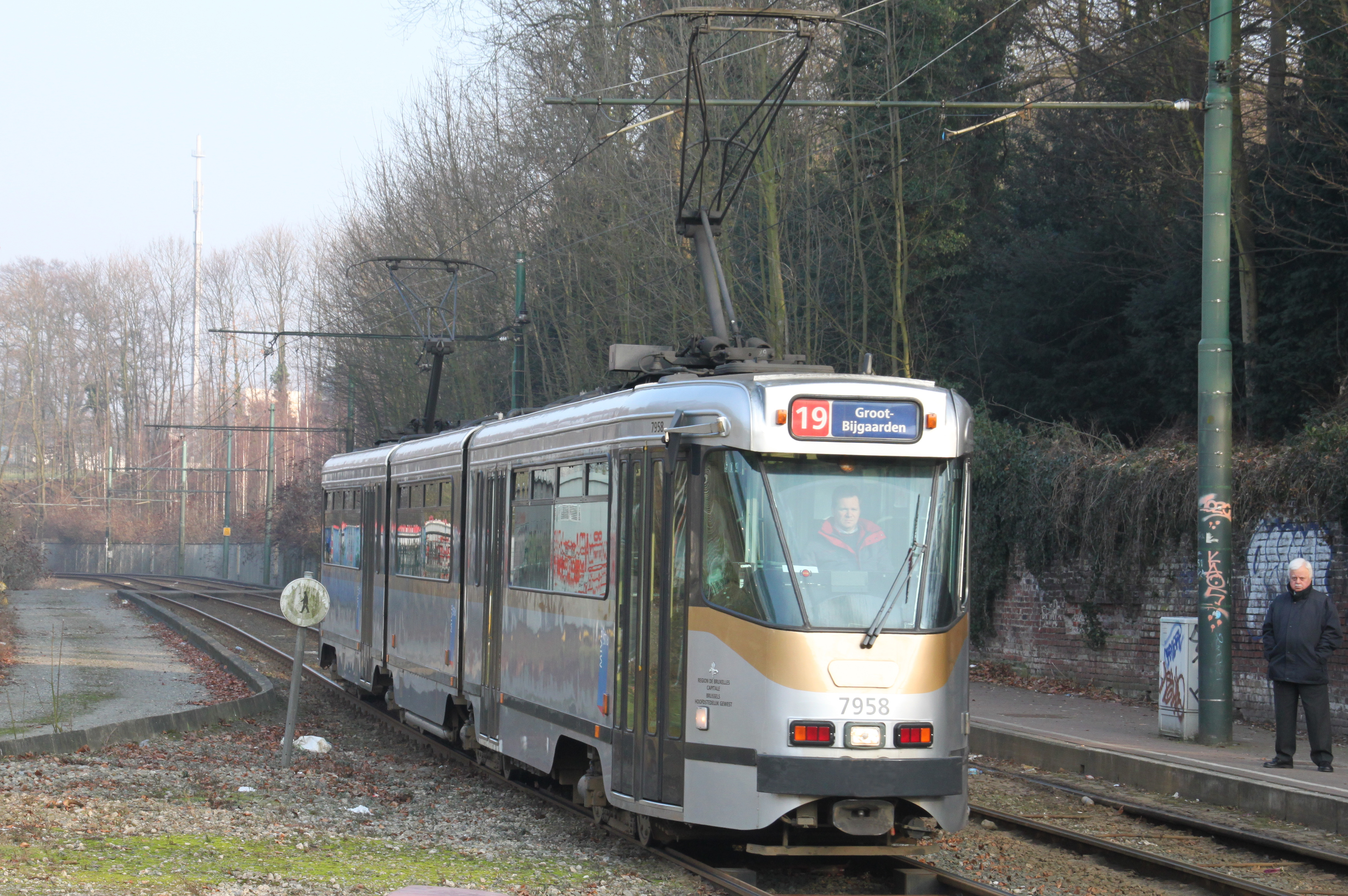
T7900形 3車体連接式のPCCカー
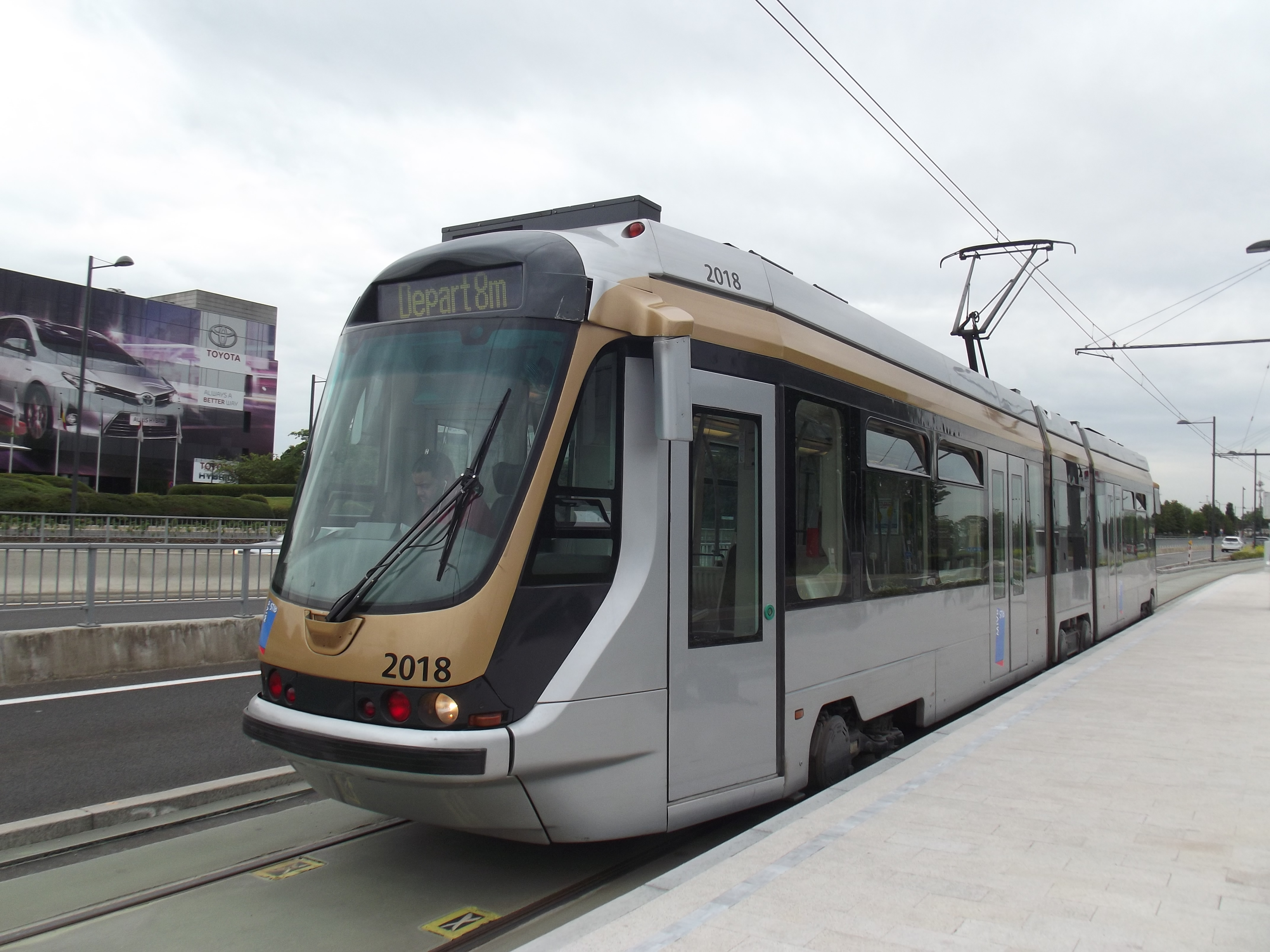
T2000形 3車体連接式の部分超低床電車
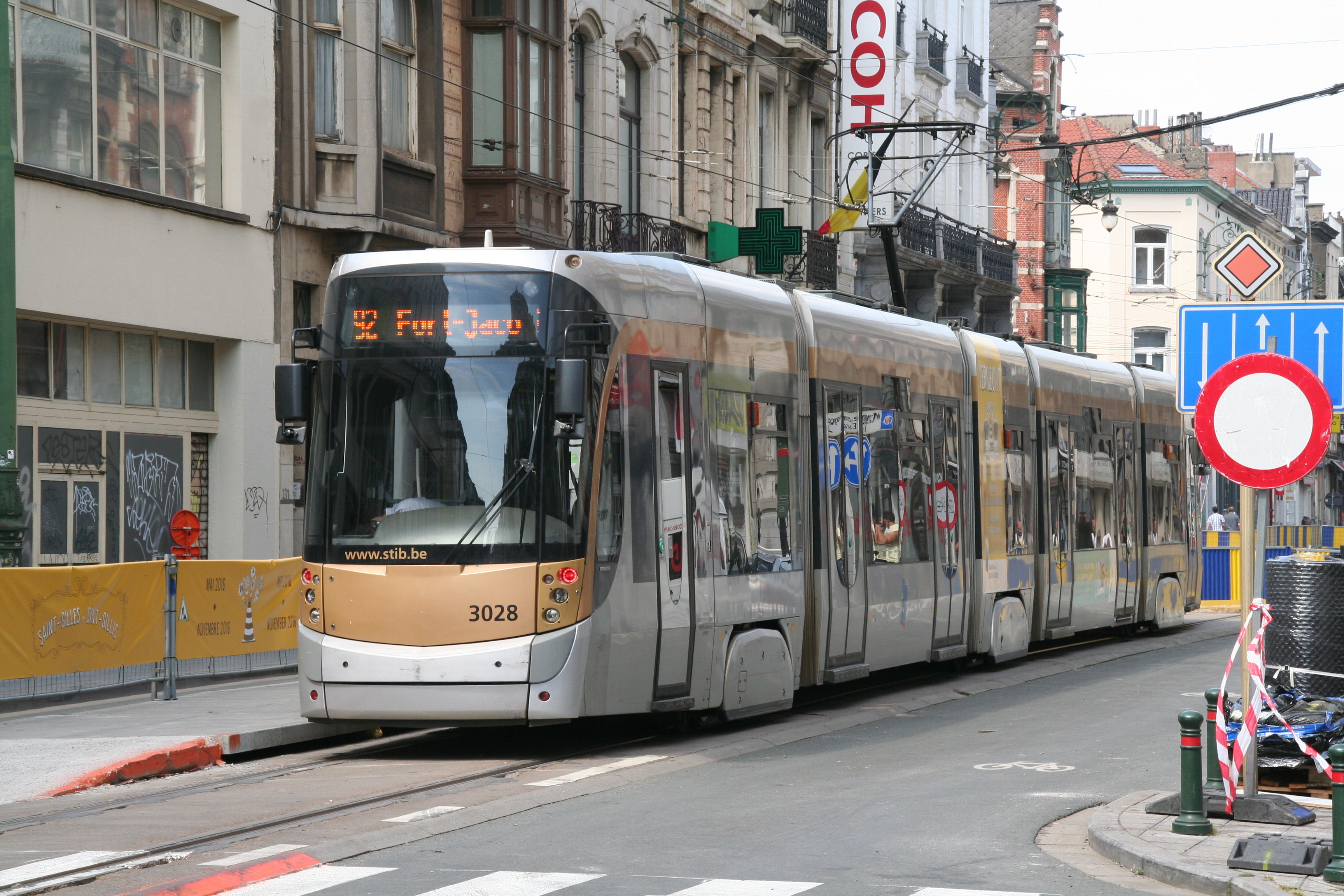
T3000形・T4000形 ボンバルディア製の超低床電車 T3000形は5車体連接車、T4000形は7車体連接車
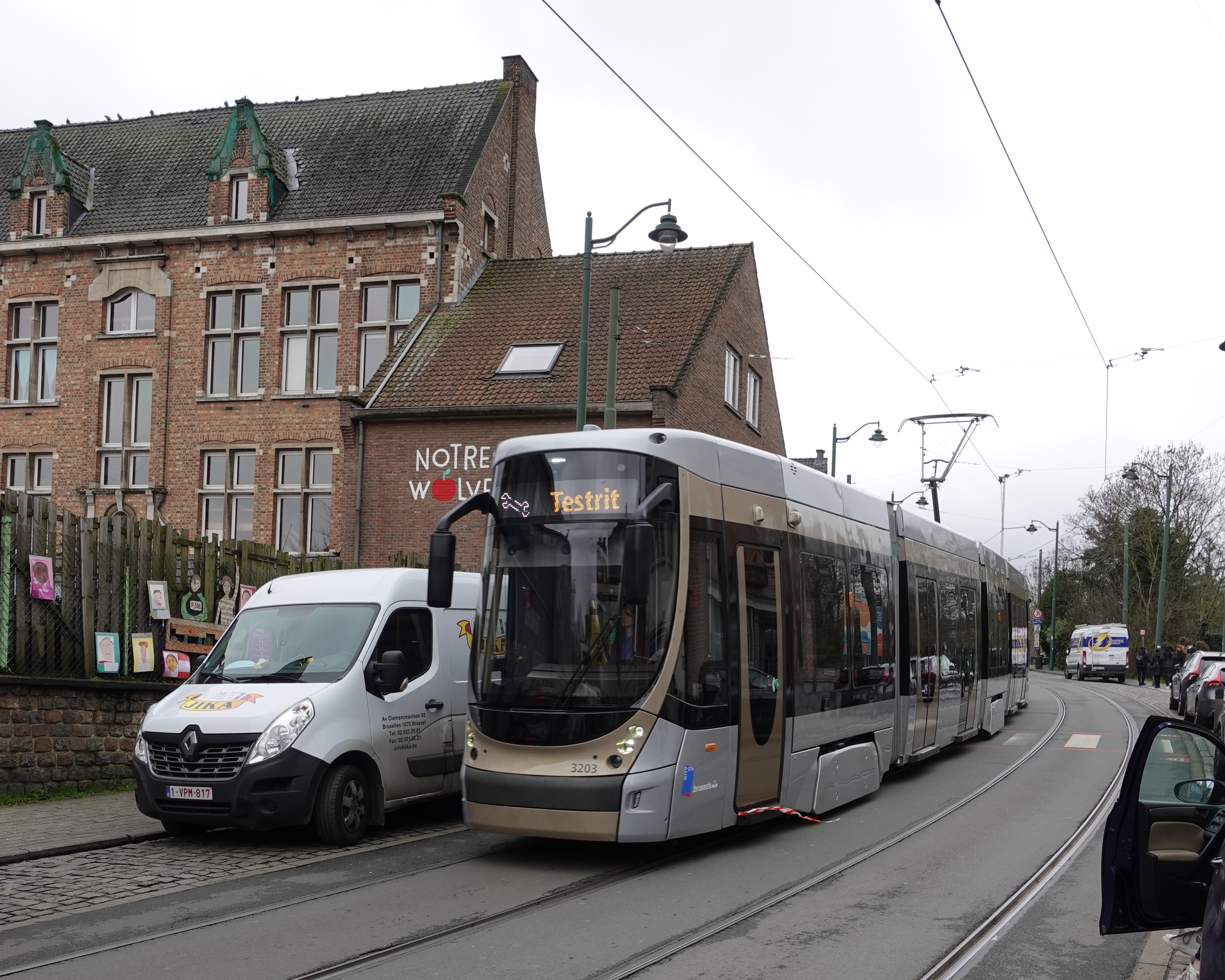
T3200形・T4200形 T3000形・T4000形を改良した超低床電車 T3200形は5車体連接車、T4200形は7車体連接車

## 博物館

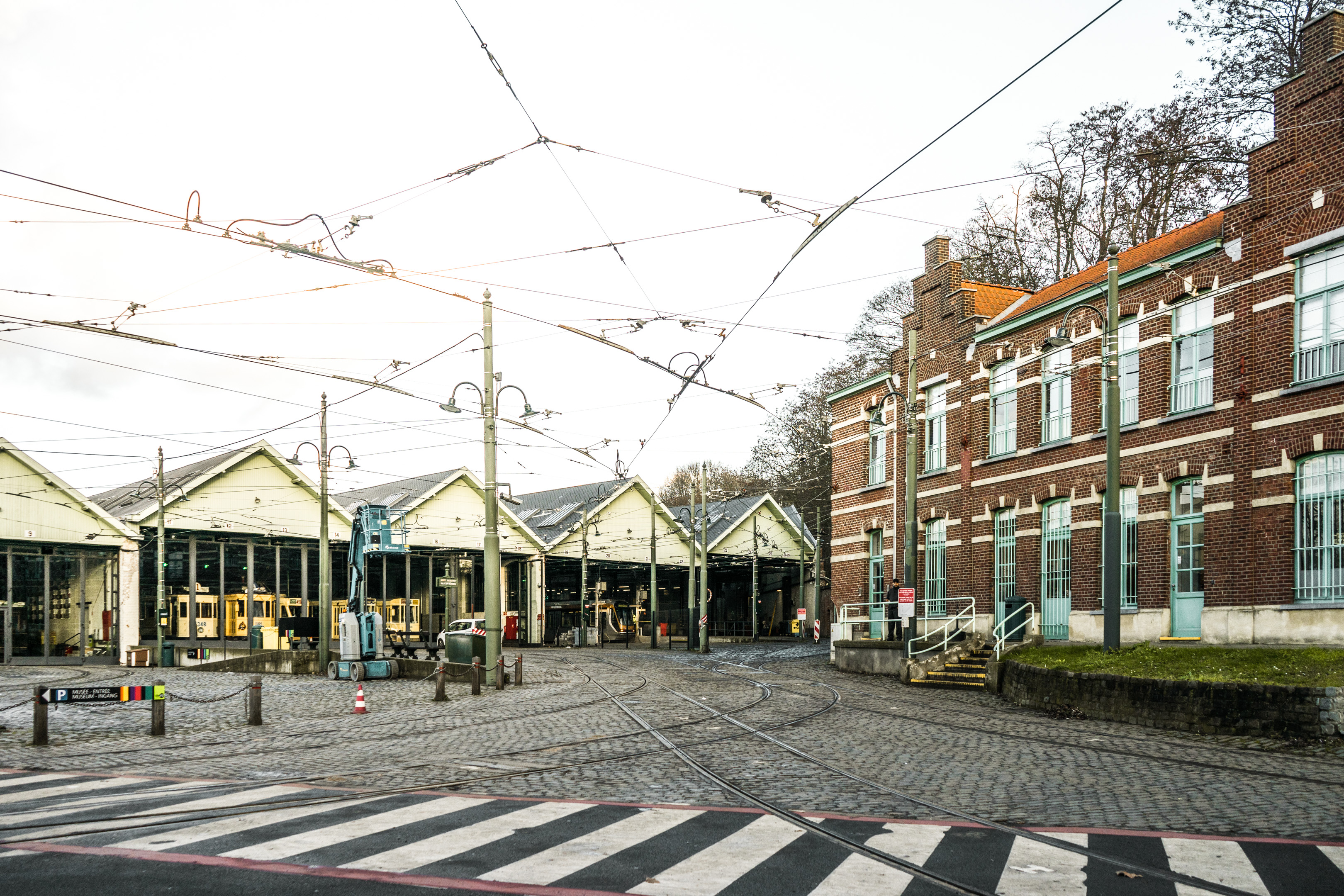
路面電車博物館（2019年撮影）

ブリュッセル市電の車庫のうち、1897年に開設されたヴォリュウェ＝サン＝ピエールの車庫については、1982年以降市電やトロリーバス、路線バスなどブリュッセル市内で使用されていた歴史的な車両を保存する博物館（Musée du transport urbain bruxellois）が併設されており、4月から10月初旬の間には毎週日曜日に保存車両を用いた動態保存運転も実施されている。それ以外にもイベントや記念行事に際して在籍する保存車両を活かした大規模な動態保存運転も行われており、ブリュッセル市電のルーツとなった馬車鉄道の開通から150年を迎えた2020年5月にも保存車両を用いたパレードが開催されている。

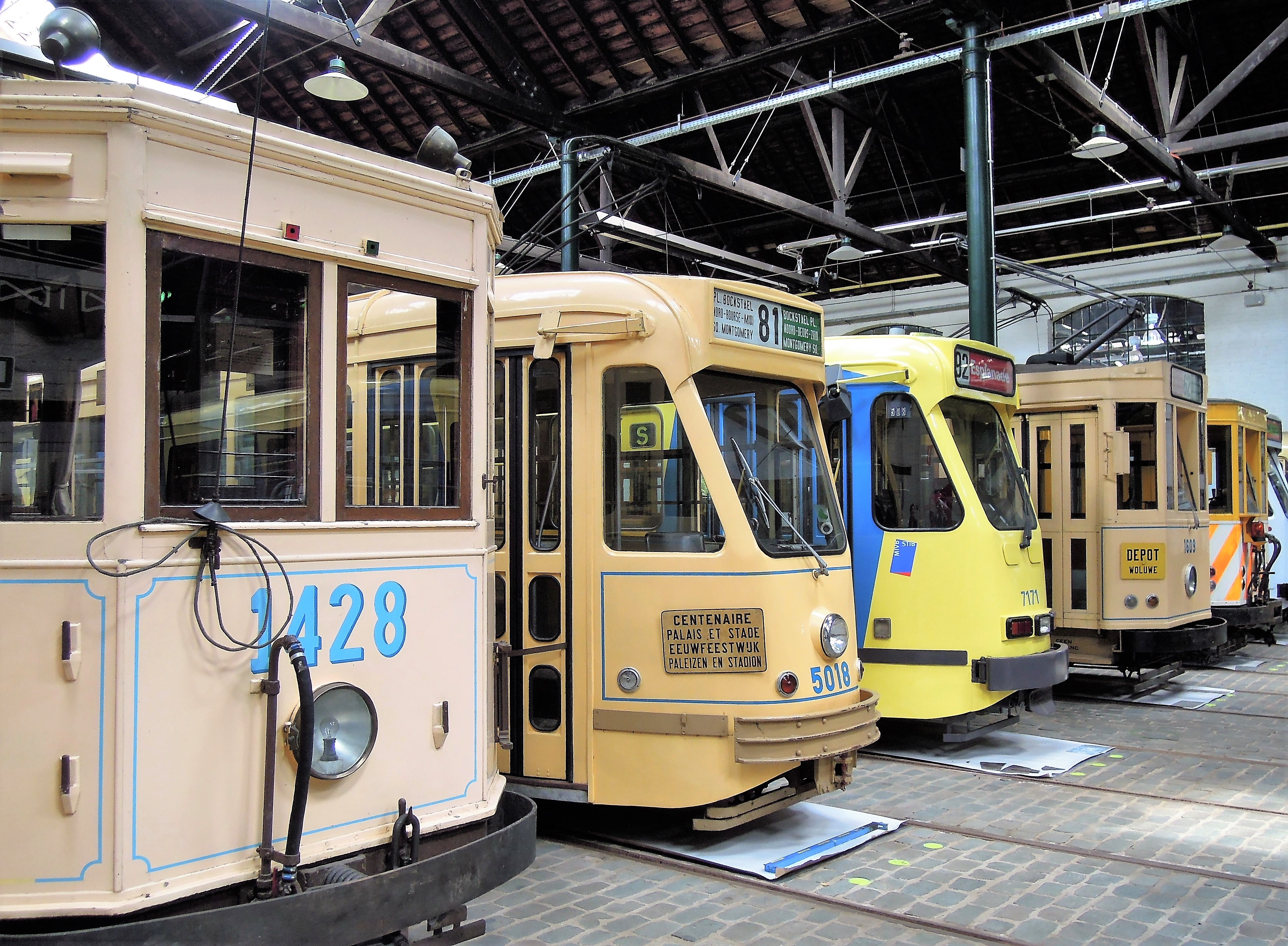
建物内に並ぶ保存車両（2015年撮影）